# Верхотурье
Верхоту́рье (устар. Верхнету́рье) — город в Свердловской области России, административный центр Верхотурского района и муниципального округа Верхотурский. Город имеет неофициальный статус духовной столицы Урала. Верхотурье является одновременно и самым старым, и самым малочисленным городом Свердловской области.

## История

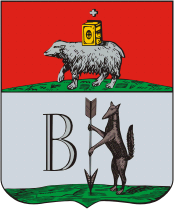
Герб 1783 года

Основан в 1598 году государственной экспедицией Василия Головина и Ивана Воейкова как острог на месте существовавшего ранее мансийского городища Неромкар. Возниковение города связано с необходимостью защиты новой Бабиновской дороги, ставшей единственной официальной дорогой в Сибирь. Она связывала Соль Камскую с Турой, по которой через несколько промежуточных рек достигалась Обь. Верхотурье стало главной крепостью на пути в Сибирь. В 1600 году была устроена таможня, и через город шли все сибирские товары. Первый Верхотурский кремль был деревянным. Город ни разу не осаждался неприятелем, но многократно горел. Тем не менее, Верхотурье благодаря своему исключительному положению стремительно росло и богатело.
В 1629 году управление Сибирью разделено на два разряда, или две области: Тобольскую и Томскую. В разряд Тобольска входили города: Верхотурье, Пелым, Туринск, Сургут, Берёзов и Мангазея с малыми острогами и зимовьями.
В 1634 году Пермскому воеводе Илье Афанасьевичу Стрешневу была дана царская грамота, чтобы вольные, гулящие люди, охочие, нетяглые и непашенные, записывались бы на житье в Верхотурье.
С XVII века была учреждена государственная ямская служба на Бабиновской дороге. Строительство других дорог было запрещено. В 1698—1714 годах в Верхотурье развернулось редкое для Урала и Сибири каменное строительство, в результате которого возник нынешний каменный Верхотурский кремль.
По указу Петра I от 1708 года государство было разделено на 8 губерний; уездный город Верхотурье вошёл в состав Сибирской губернии.
Это был самый большой уезд в России — он включал практически всю населённую русскими к тому времени часть Урала, от Печоры на севере до Уфы на юге, от Вишеры и Чусовой на западе до притоков Иртыша на востоке. В 1710 году в Верхотурье прибыли 84 пленных шведа (в том числе 5 пасторов).

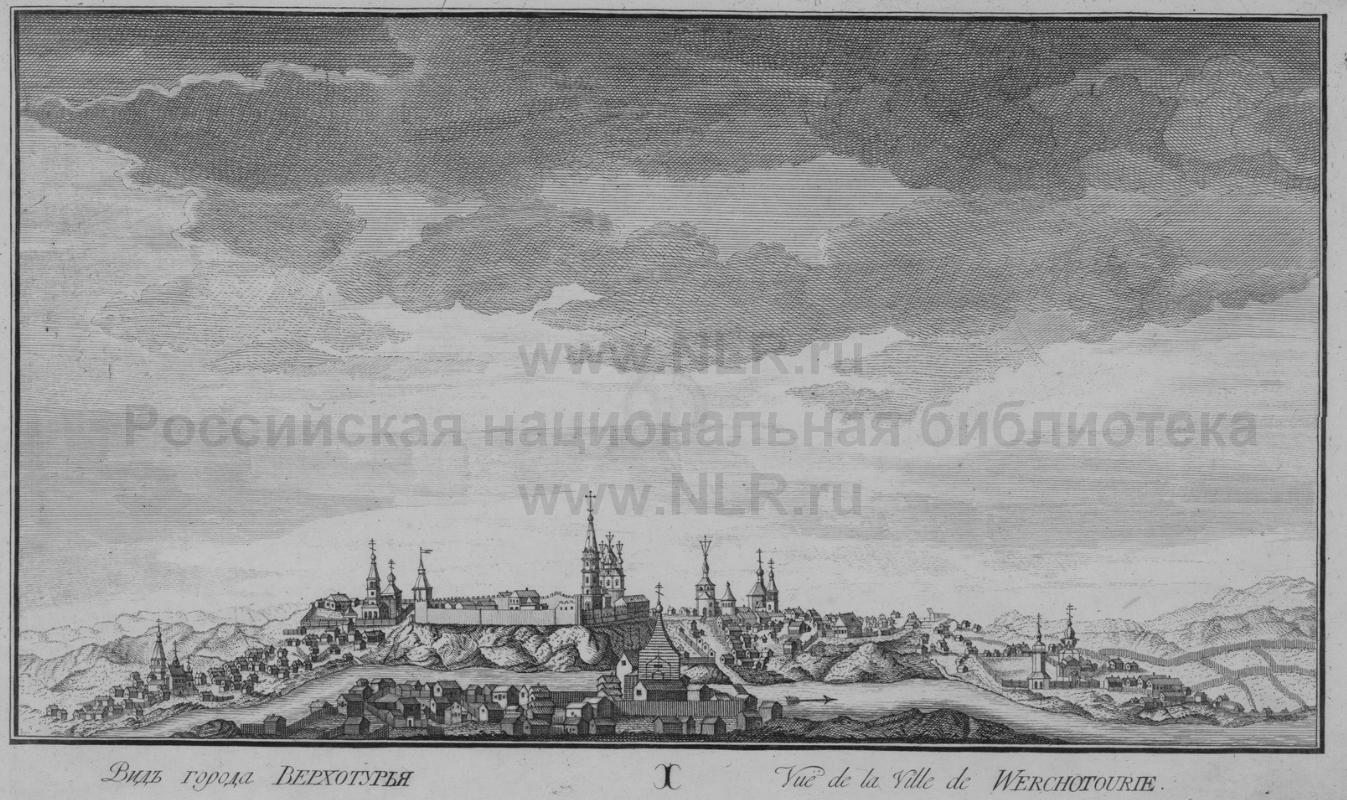
Верхотурье во 2-й пол. XVIII века

Город сильно пострадал от пожаров 1674 и 1738 годов, а его развитие замедлилось в середине XVIII века из-за отмены таможни и закрытия в 1763 году Верхотурского тракта.
В 1783 году город передан в Пермское наместничество.
20 декабря 1872 года (1 января 1873 года) по постановлению Верхотурской уездной земской управы начала работу Верхотурская земская почта. Рассылка земской почты происходила по Алапаевскому, Зауральскому и Салдинскому трактам, по которым не ходила государственная почта.
В XIX веке пути сообщения с Сибирью смещаются далеко на юг, и Верхотурье теряет и торговое значение.
В 1906 году открылось движение по Богословской железной дороге. Линия прошла в 8 километрах к западу от города. Была построена станция Верхотурье, был основан железнодорожный посёлок Привокзальный.
После революции 1917 года в городе власть захватили большевики. С сентября 1918 по июль 1919 года Верхотурье находилось под контролем Русской армии. В 1926 году Верхотурье потеряло статус города, который ему вернули только в 1947 году, в связи с 350-летием со дня основания (в 1938—1947 годах Верхотурье имело статус рабочего посёлка).
1 февраля 1963 года город Верхотурье был включён в состав Верхотурского сельского района.

## География и климат
Верхотурье расположено на левом берегу реки Туры (приток Тобола, бассейн Иртыша), на восточных склонах Среднего Урала, в 306 километрах к северу от Екатеринбурга.
Через город протекают малые реки Мостовая и Калачик. В 13 км на северо-восток — Отвинское болото, в 15 км на СВ — Ступинское болото, в 33 км на СВ — Пьяное болото.
Климат умеренный континентальный.
| Показатель              | Янв.  | Фев.  | Март | Апр. | Май | Июнь | Июль | Авг. | Сен. | Окт. | Нояб. | Дек.  | Год |
| ----------------------- | ----- | ----- | ---- | ---- | --- | ---- | ---- | ---- | ---- | ---- | ----- | ----- | --- |
| Средняя температура, °C | −15,5 | −13,5 | −4,8 | 2,8  | 9,9 | 16,0 | 18,1 | 14,7 | 8,7  | 2,3  | −7,8  | −13,2 | 1,5 |
| Норма осадков, мм       | 30    | 20    | 22   | 31   | 52  | 67   | 93   | 88   | 70   | 40   | 34    | 29    | 576 |
| Источник: .             |       |       |      |      |     |      |      |      |      |      |       |       |     |

## Население
| 1856  | 1873  | 1897  | 1959    | 1970  | 1979  | 1989  | 1992  | 1996  | 1998  |
| ----- | ----- | ----- | ------- | ----- | ----- | ----- | ----- | ----- | ----- |
| 3000  | ↗3209 | ↘3200 | ↗10 917 | ↘9688 | ↘8966 | ↗8973 | ↗9000 | ↘8700 | ↘8500 |
| 2000  | 2001  | 2002  | 2003    | 2005  | 2006  | 2007  | 2008  | 2009  | 2010  |
| ↘8400 | ↘8300 | ↘7815 | ↘7800   | ↘7600 | ↘7500 | ↘7400 | →7400 | ↘7398 | ↗8820 |
| 2011  | 2012  | 2013  | 2014    | 2015  | 2016  | 2017  | 2018  | 2019  | 2020  |
| ↘8800 | ↗8809 | ↘8776 | ↘8771   | ↘8748 | ↘8678 | ↘8651 | ↘8612 | ↘8593 | ↘8563 |
| 2021  | 2023  |       |         |       |       |       |       |       |       |
| ↘6706 | ↘6578 |       |         |       |       |       |       |       |       |

На 1 января 2025 года по численности населения город находился на 1030-м месте из 1124 городов Российской Федерации.

## Экономика
Хотя в городе и имеются предприятия деревообрабатывающей промышленности, по сути бюджет Верхотурья дотационный. Развивается туристическая отрасль, связанная в основном с посещением православных святынь и мелкорозничная торговля.
Действует Верхотурская ГЭС мощностью 7 МВт и среднегодовой выработкой 33 млн кВт·ч.
Рядом с Верхотурьем проходят магистральные нефтепроводы Сургут — Полоцк, Холмогоры — Клин.

## Транспорт

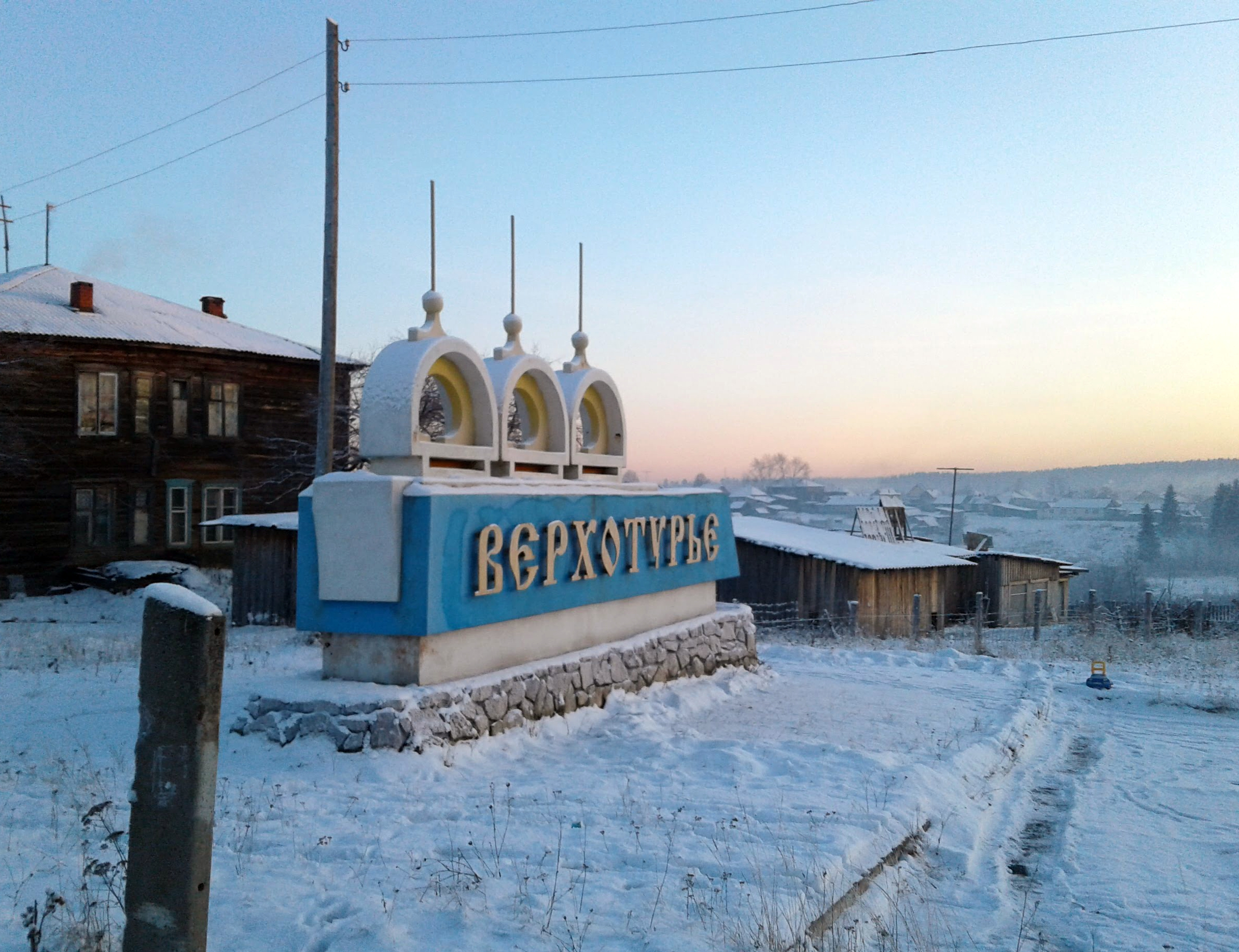
Въезд в Верхотурье

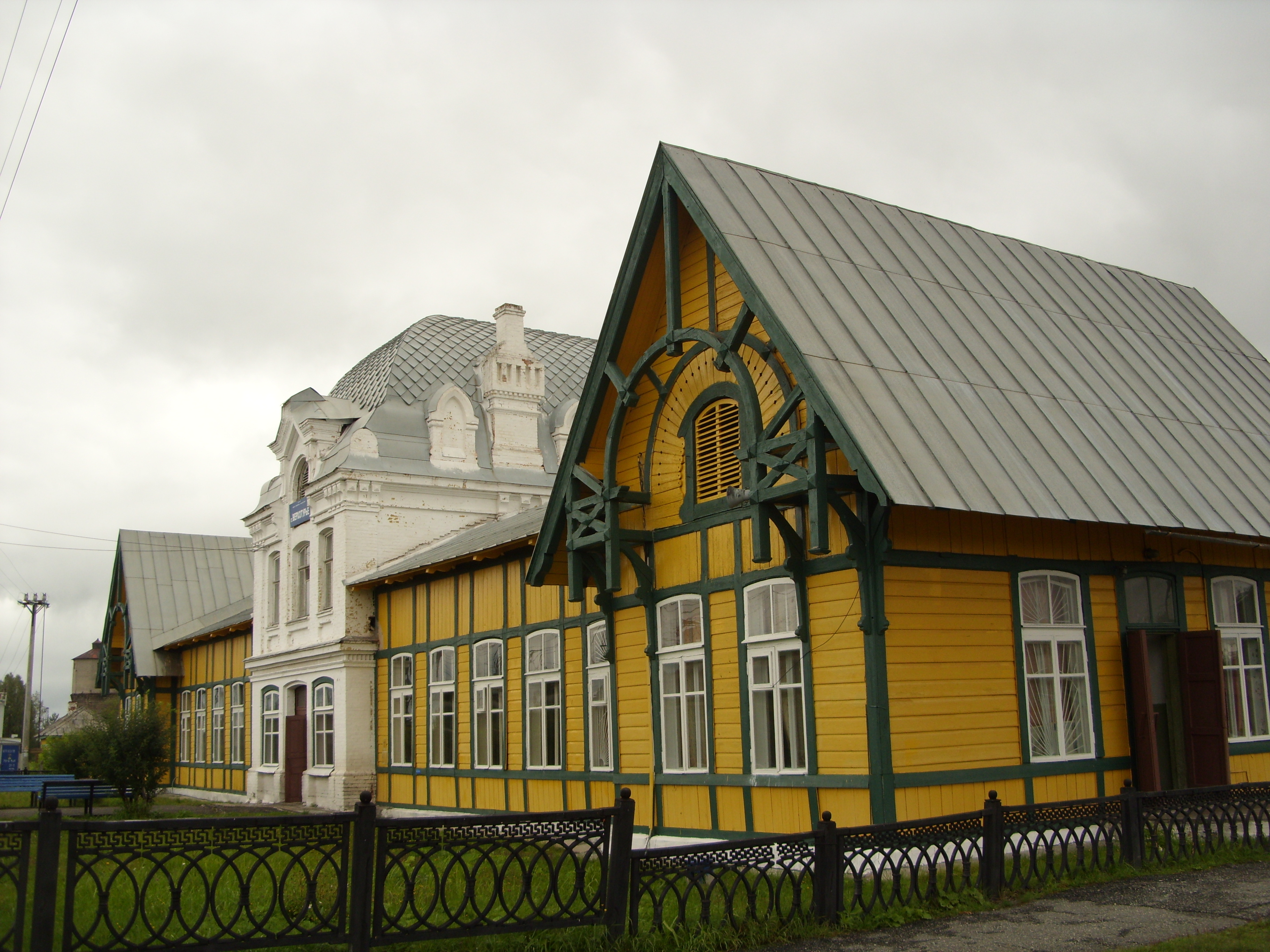
Вокзал станции Верхотурье

К западу от города проходит железная дорога Гороблагодатская — Серов — Приобье. В черте посёлка Привокзальный находится станция Верхотурье и остановочный пункт 101 км, расположенный в 3 км южнее. Пригородное сообщение с Нижним Тагилом, с Серовом и другими ближайшими городами и пассажирское дальнего следования с Екатеринбургом, Пермью, Москвой и Приобьем. Также курсируют специальные электропоезда для перевозки паломников, назначаемые по важнейшим православным праздникам. Со станции, из спутника Верхотурья Привокзального до города ходит пригородный автобус. Помимо железнодорожного транспорта до Верхотурья и Привокзального можно добраться на междугородних автобусах. Городской общественный транспорт представлен четырьмя автобусными маршрутами: 4, 5, 6 и одним пригородным — 109 (до Привокзального).

## Достопримечательности

### Городские культурные учреждения
- Верхотурский государственный историко-архитектурный музей-заповедник;
- Музей народных художественных промыслов и ремёсел;
- Верхотурский православный музей;
- Реальное училище — архитектурный ансамбль начала XX века;
- Кинотеатр «Маяк» в городском досуговом центре и сквер;
- Парк культуры и отдыха.

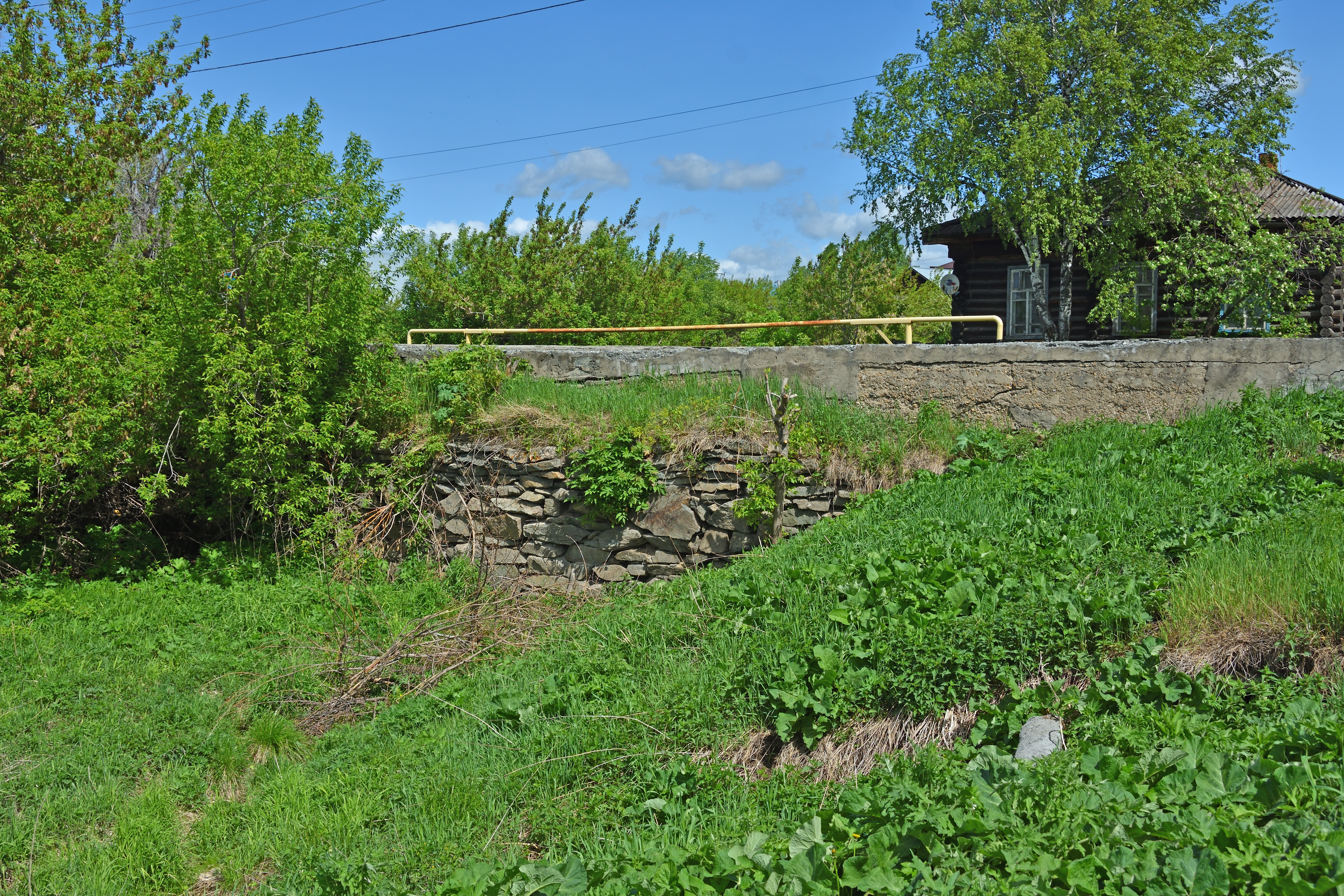
Каменный мост в Верхотурье
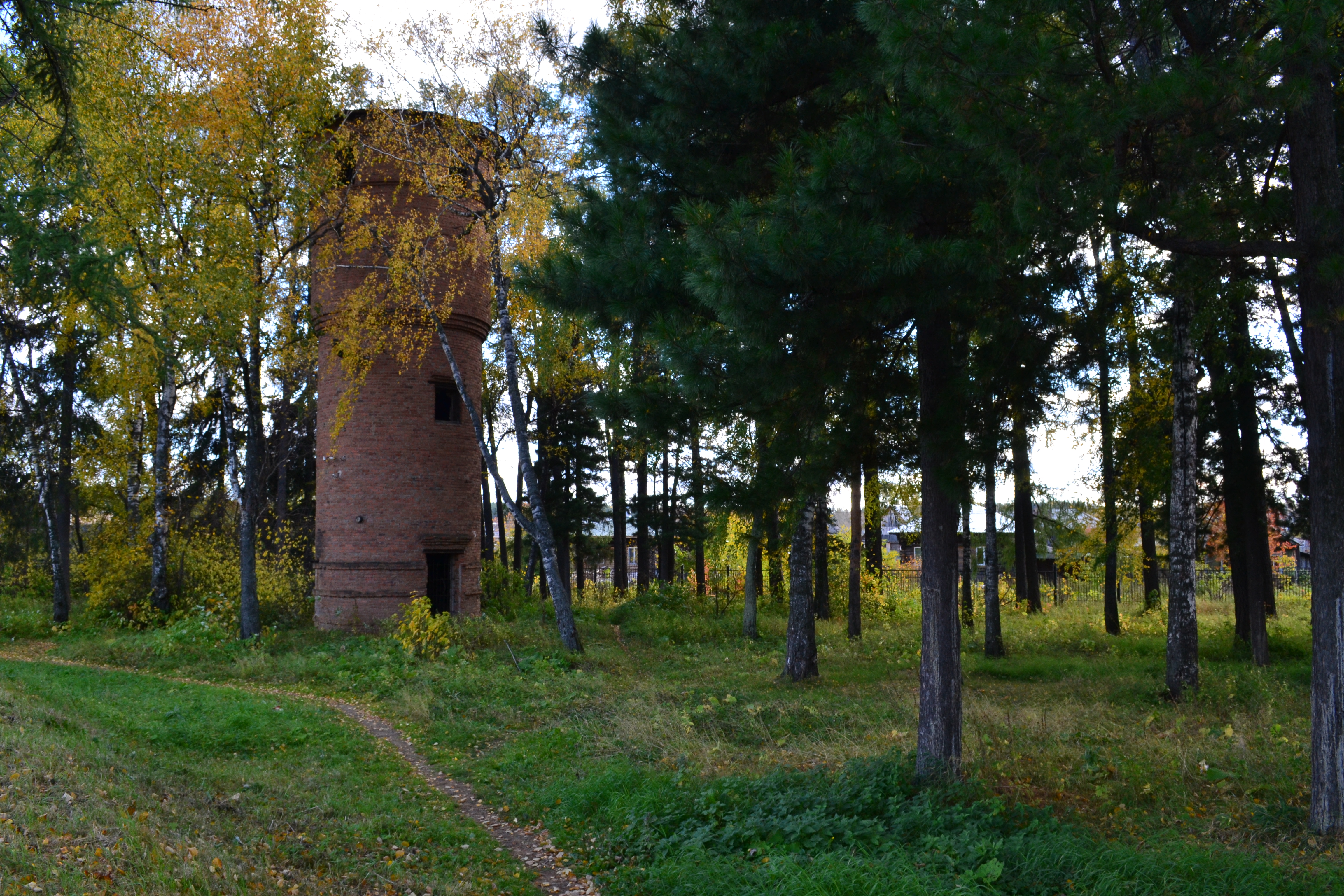
Парк на Сенянской ул. с водонапорной башней

### Архитектурные памятники города

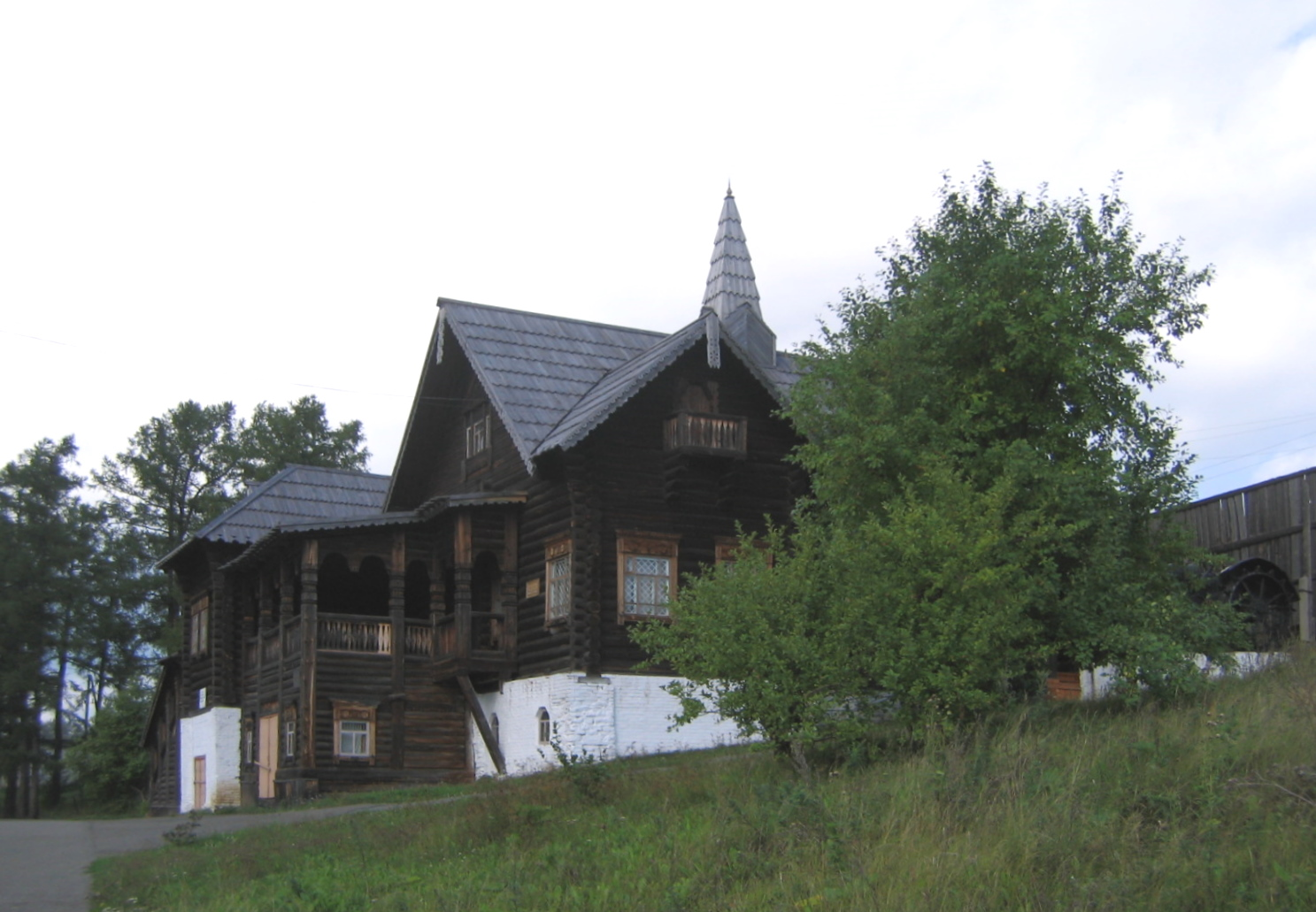
Дом для почётных гостей

- Дом Балашова
- Дом с чайной лавкой
- Дом почётных гостей
- Доходный дом
- Ветлечебница
- Женская гимназия
- Земская больница
- Здание общественного собрания
- Усадьба Арефьева
- Усадьба Рагозина

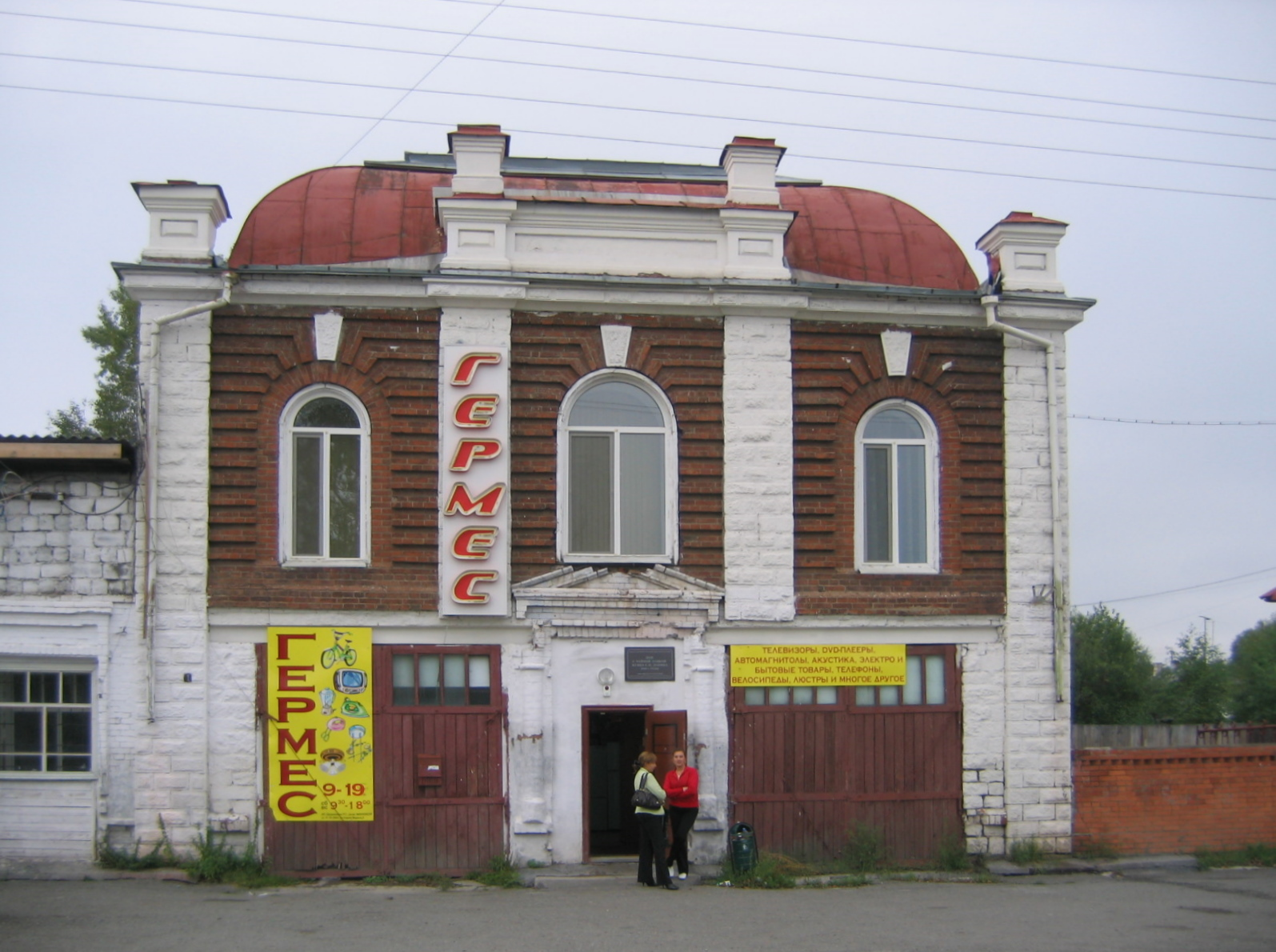
Дом на ул. Ленина, 1
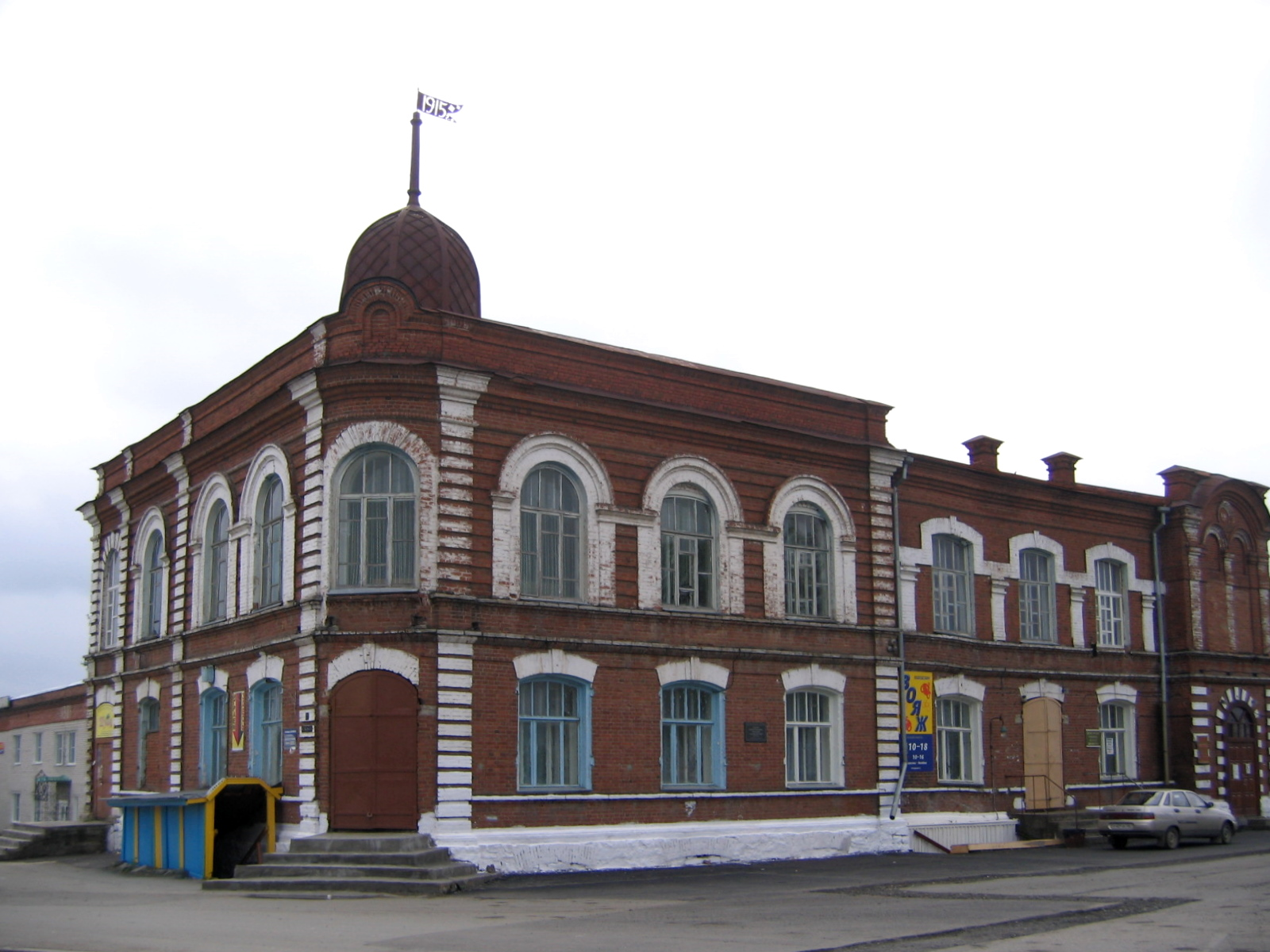
Дом на ул. К. Маркса, 2
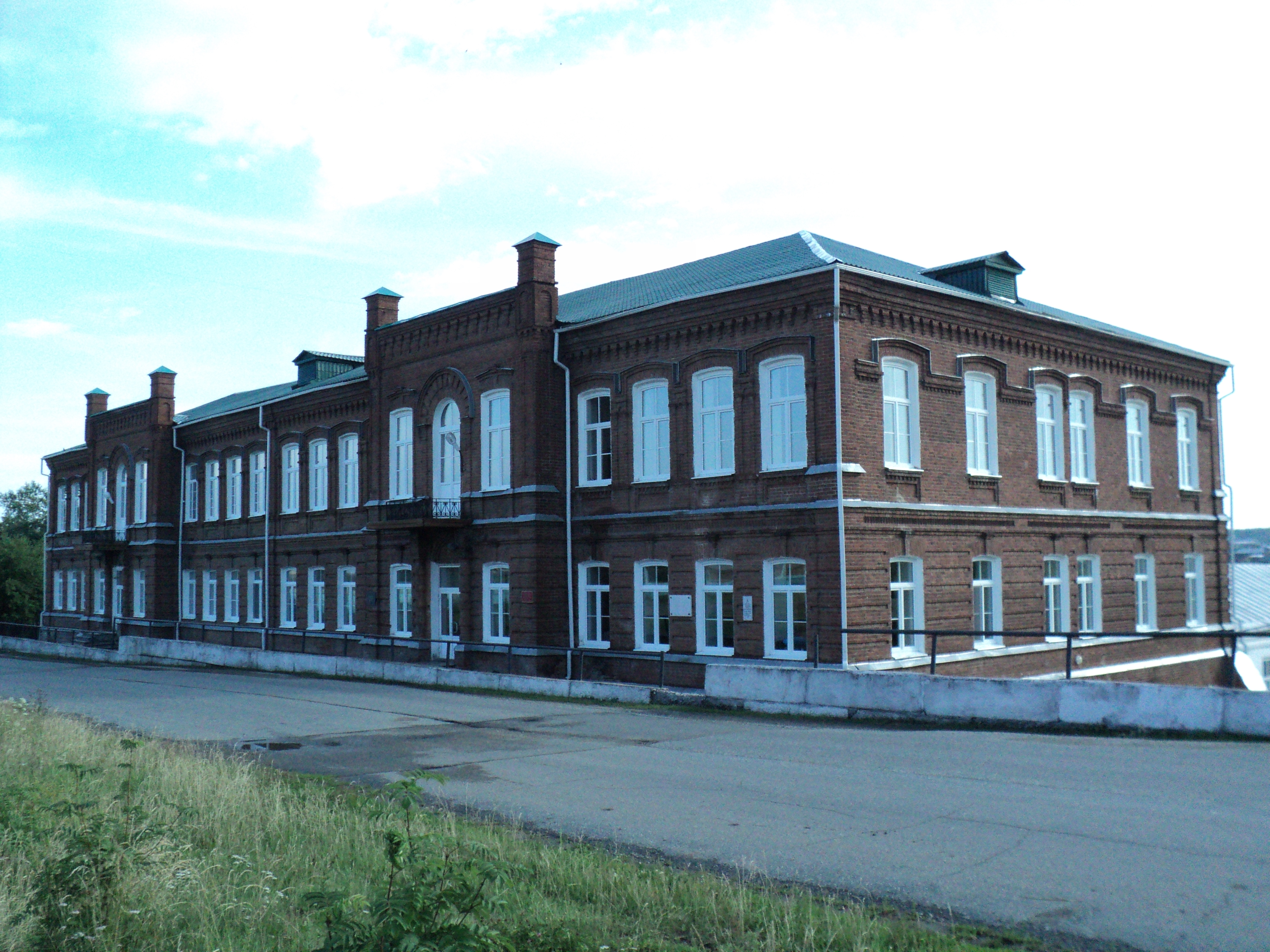
Здание Верхотурской женской гимназии
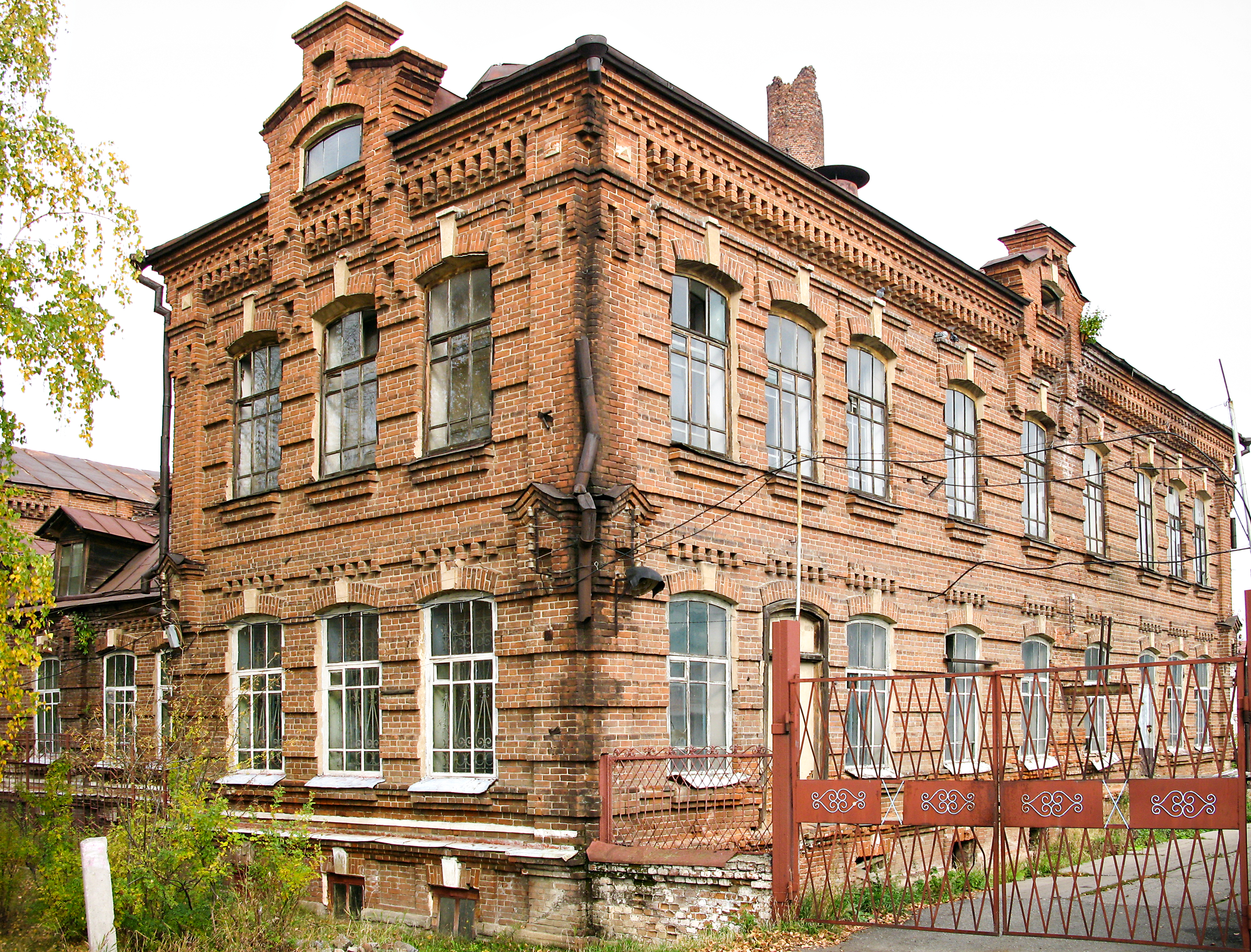
Здание Верхотурского казённого винного склада

## Монастыри и храмы

### Николаевский монастырь
Основан в 1604 году.
- Крестовоздвиженский собор (1905—1913, архитектор Александр Турчевич) — третья по объёму церковь России, уступающая только храму Христа Спасителя в Москве и Исаакиевскому собору в Петербурге[31].
- Преображенская церковь (1821) в стиле классицизма с колокольней, разрушенной в 1930-е годы и восстановленной в 1998 году.
- Симеоно-Аннинская надвратная церковь (1856) в традициях древнерусской архитектуры.

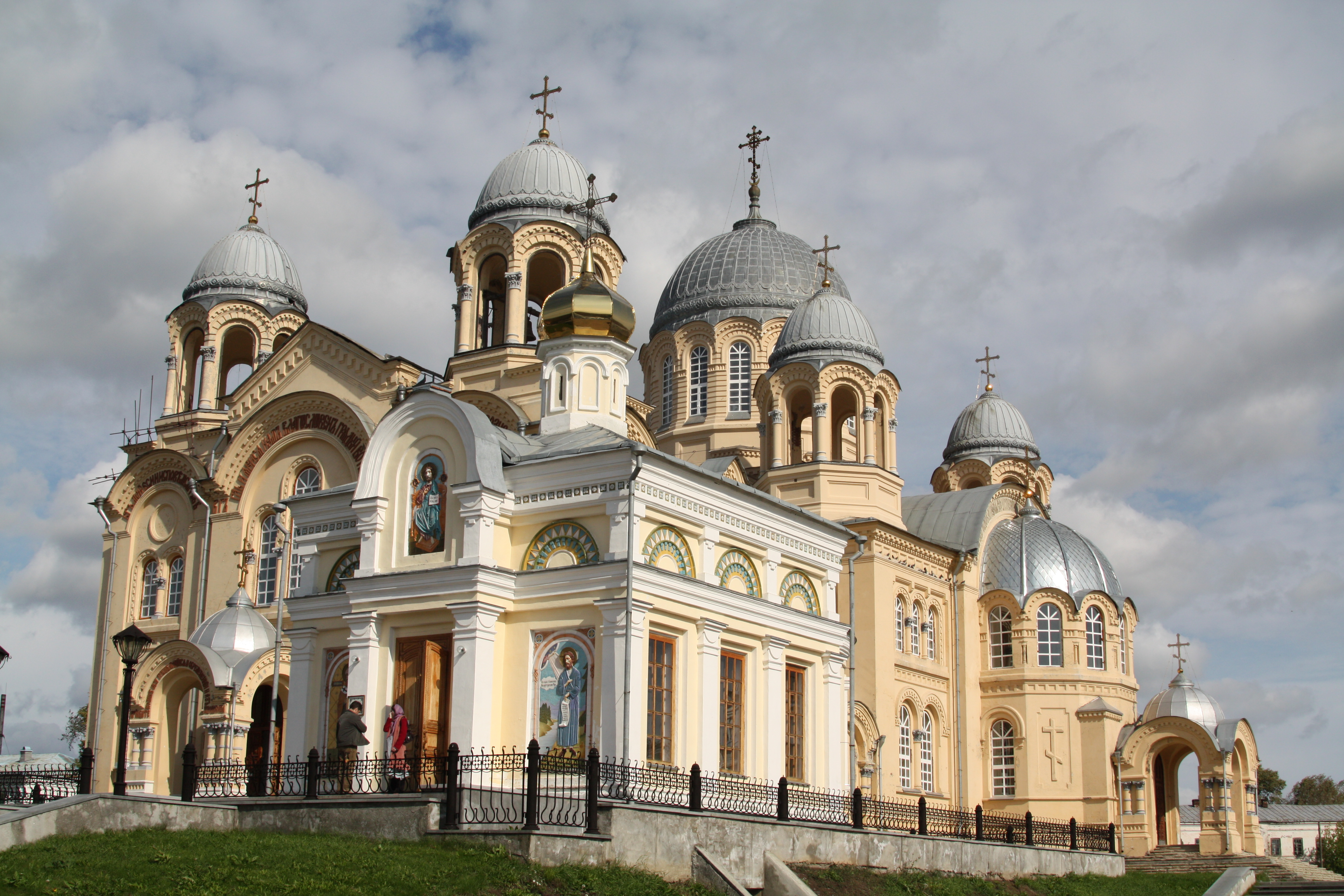
Крестовоздвиженский собор
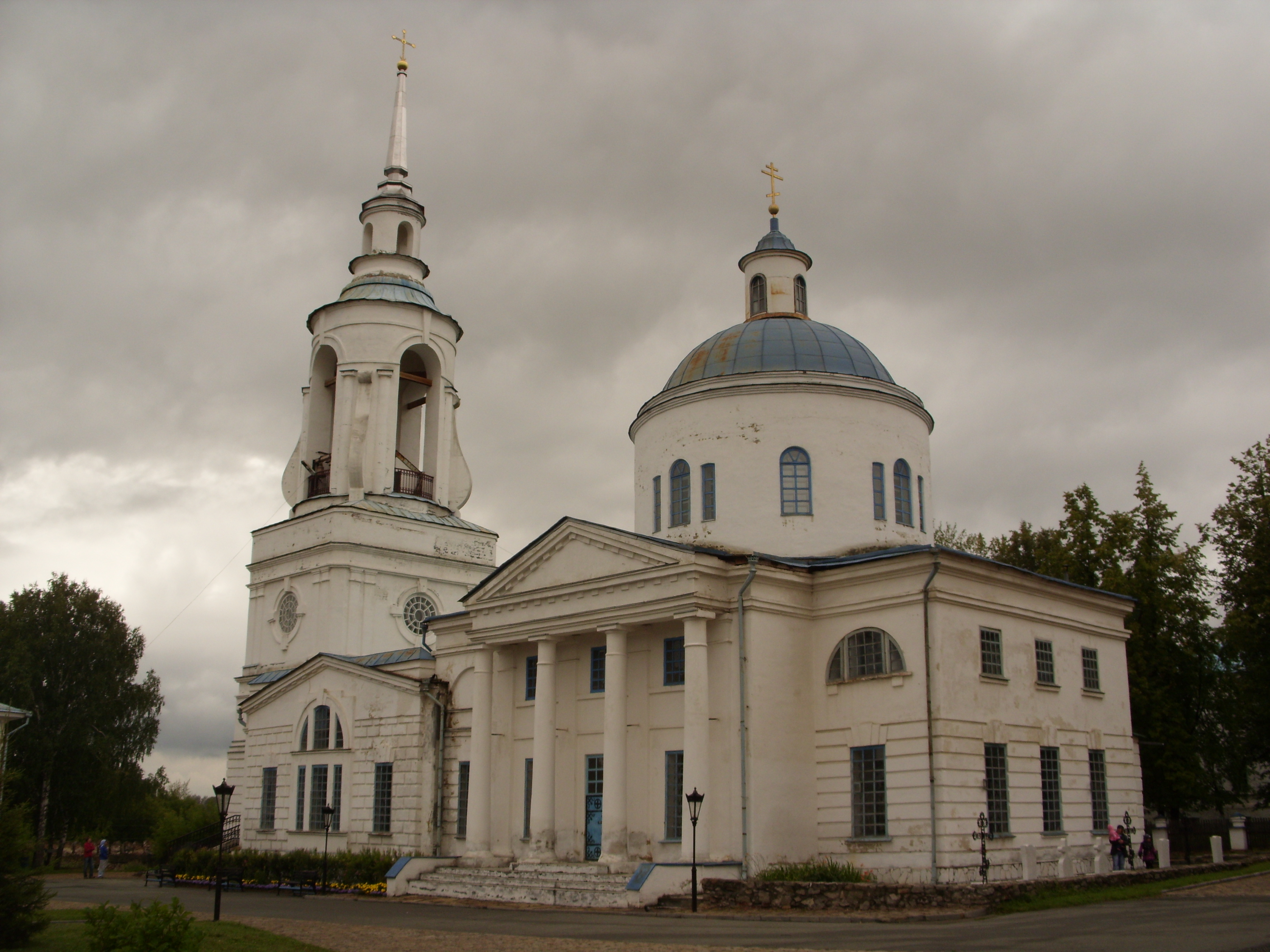
Спасо-Преображенская церковь
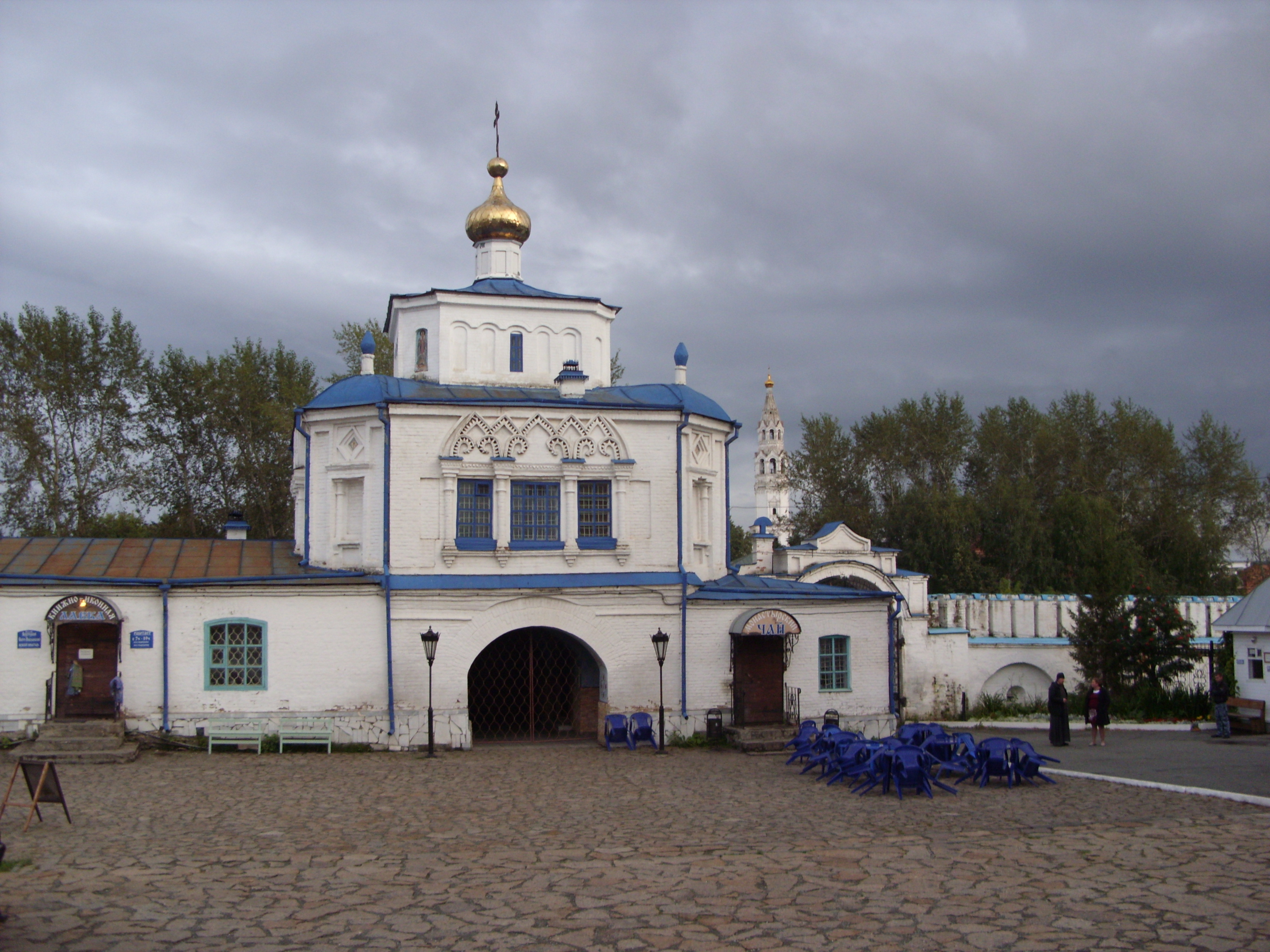
Надвратная церковь Симеона и Анны
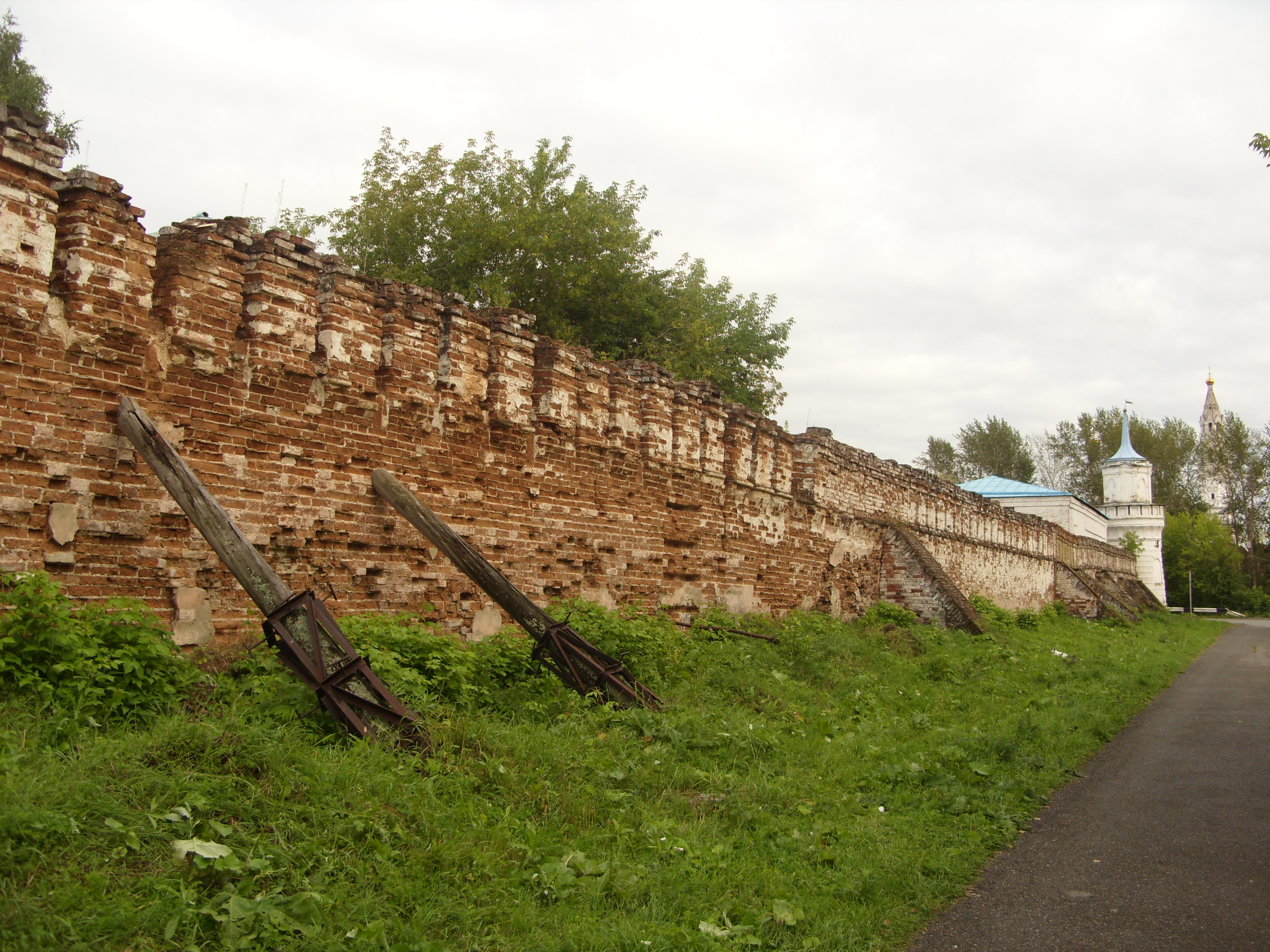
Западная стена Николаевского монастыря в Верхотурье
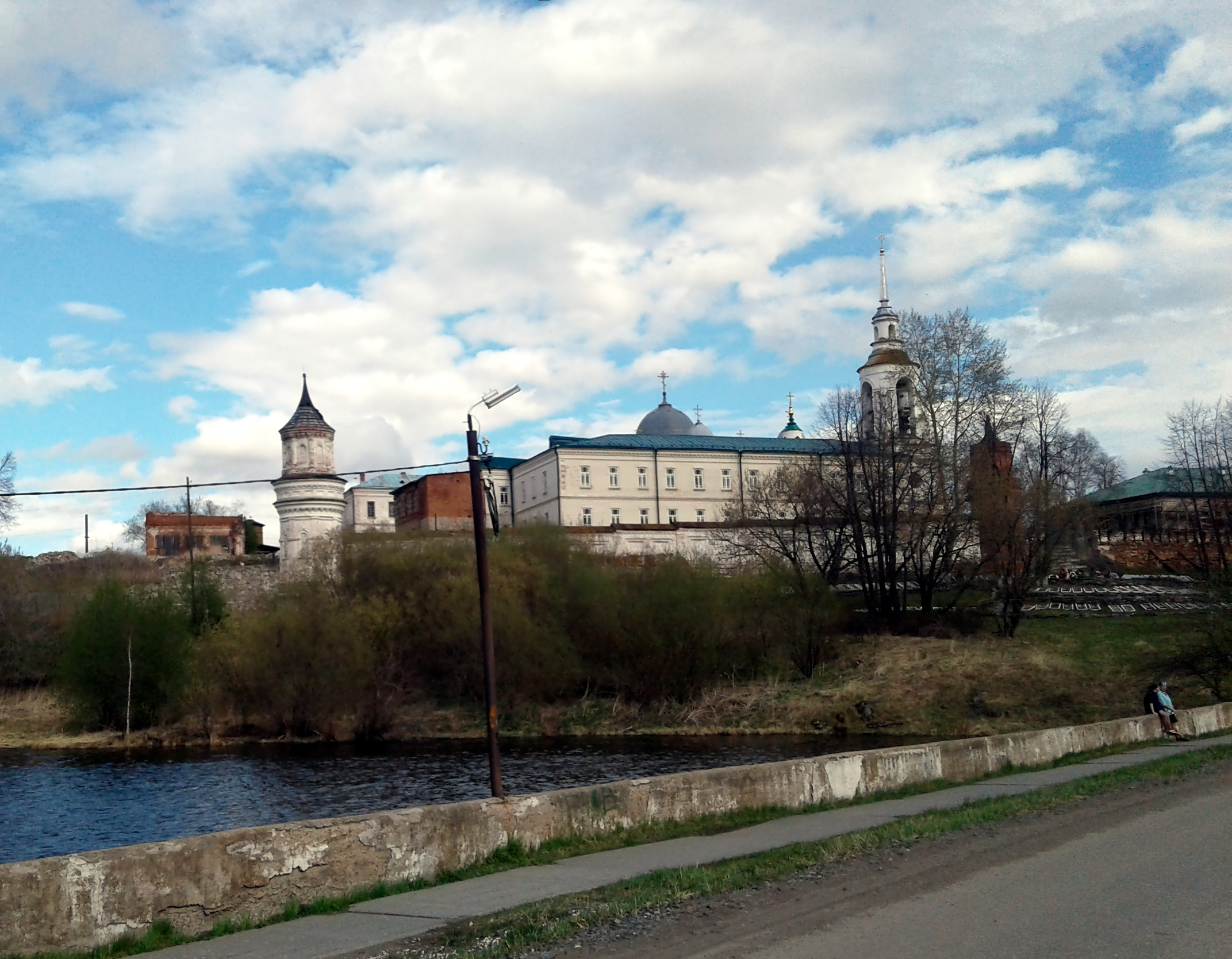
Верхотурский Николаевский монастырь

### Покровский монастырь
- Основан в 1621 году архиепископом Сибирским Киприаном — первый женский монастырь за Уралом. Иждивением Максима Походяшина построены церкви Покрова Богородицы (1744—1753) и Рождества Иоанна Предтечи (1768).
- Упразднён в 1782 году.
- Возобновлён в 1896 году. В связи с тем, что храмы, ранее принадлежавшие обители, к тому времени были приходскими, в 1898—1902 годах построена Ново-Покровская церковь.
- Закрыт в 1926 году.
- Возвращён верующим в 1991 году.

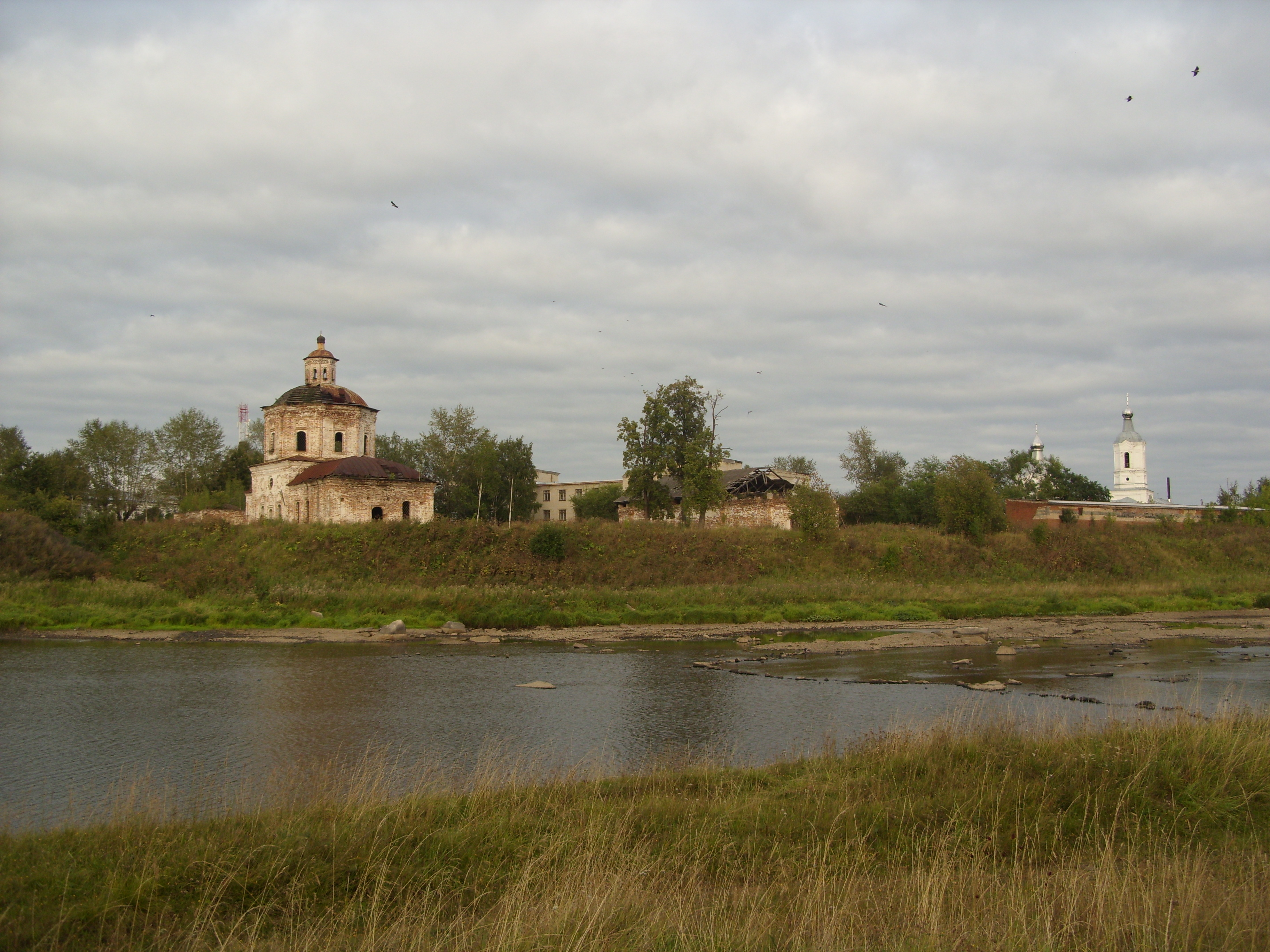
Вид на Покровский монастырь из-за Туры
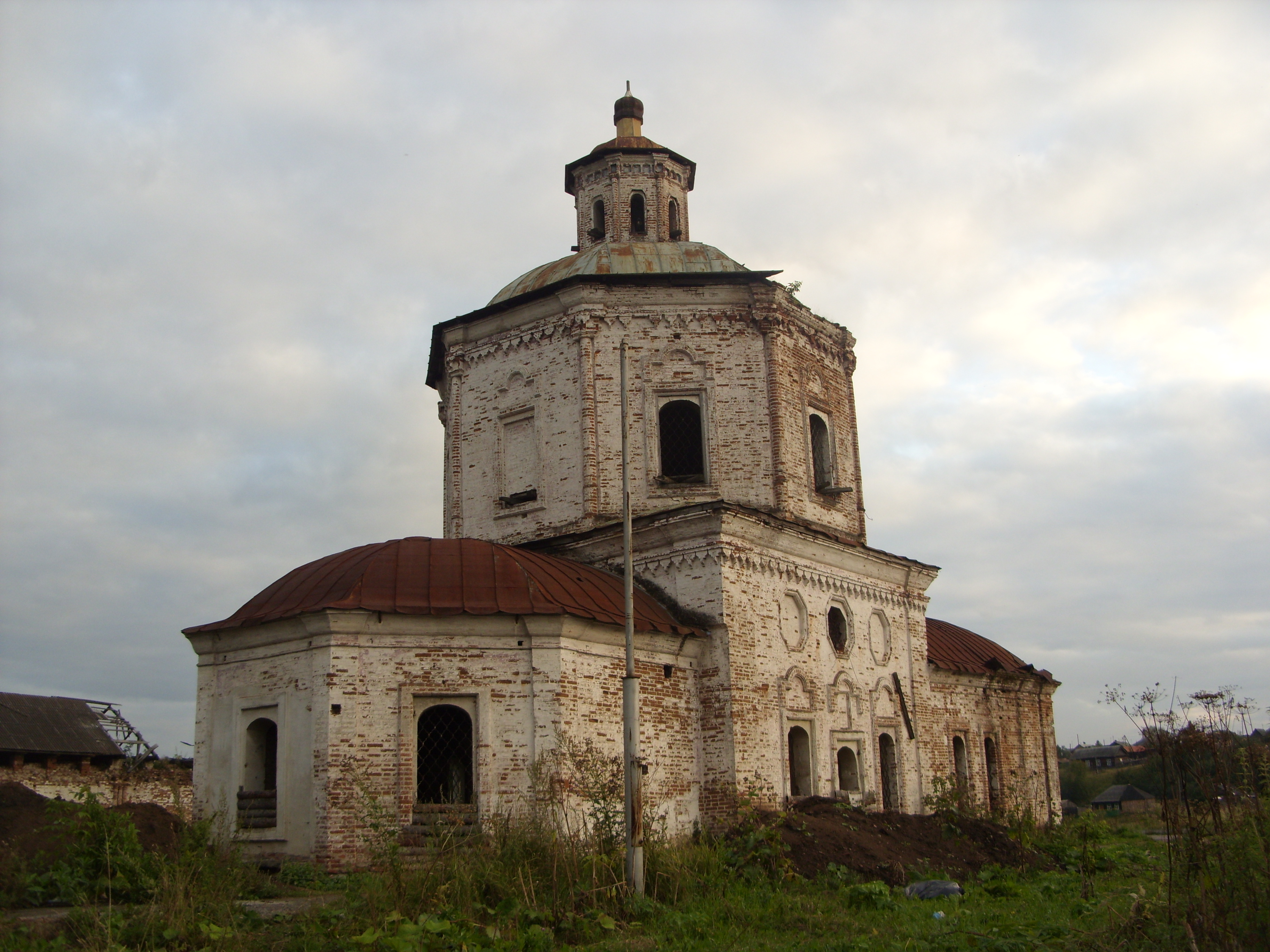
Церковь Покрова Богородицы. Старая
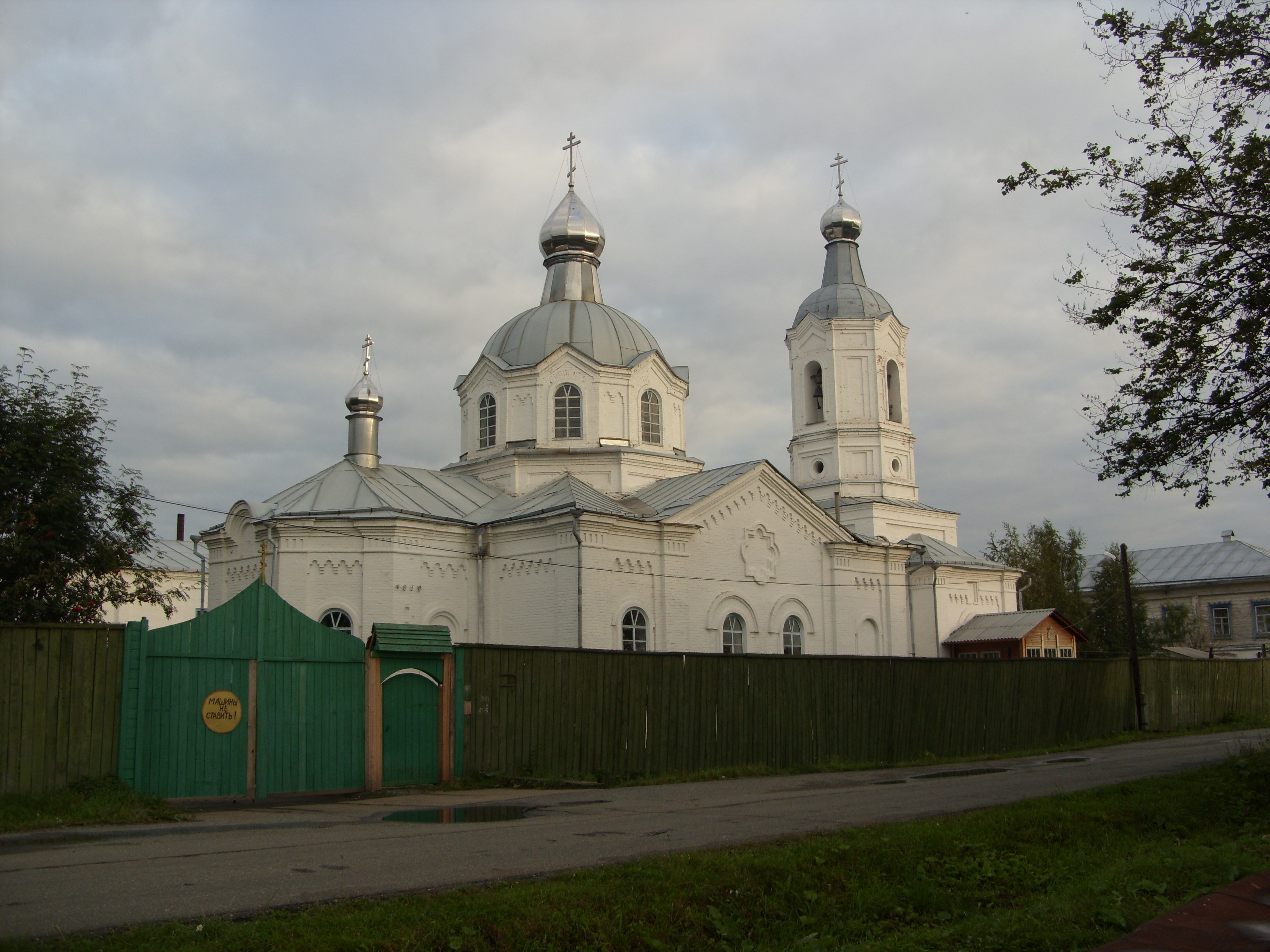
Церковь Покрова Богородицы. Новая
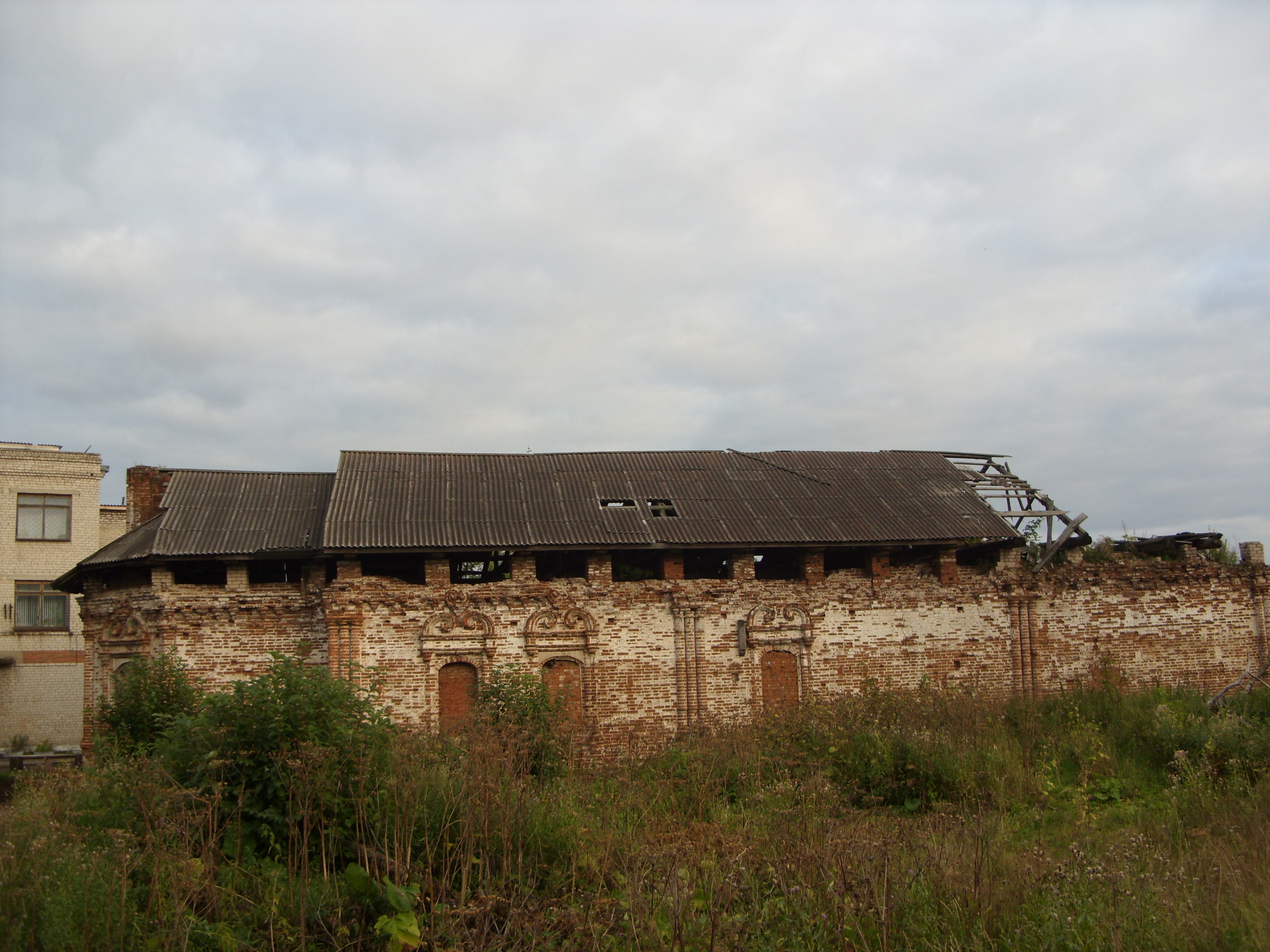
Церковь Иоанна Предтечи

### Кремль. Троицкий собор
- Троицкий собор. Построен в 1703—1709 гг. В 1777 г. на колокольне установлены часы.
- Верхотурский кремль в камне строился с 1699 года по 1712 годы. Это единственный кремль на Среднем Урале, самый молодой и самый маленький кремль в России.

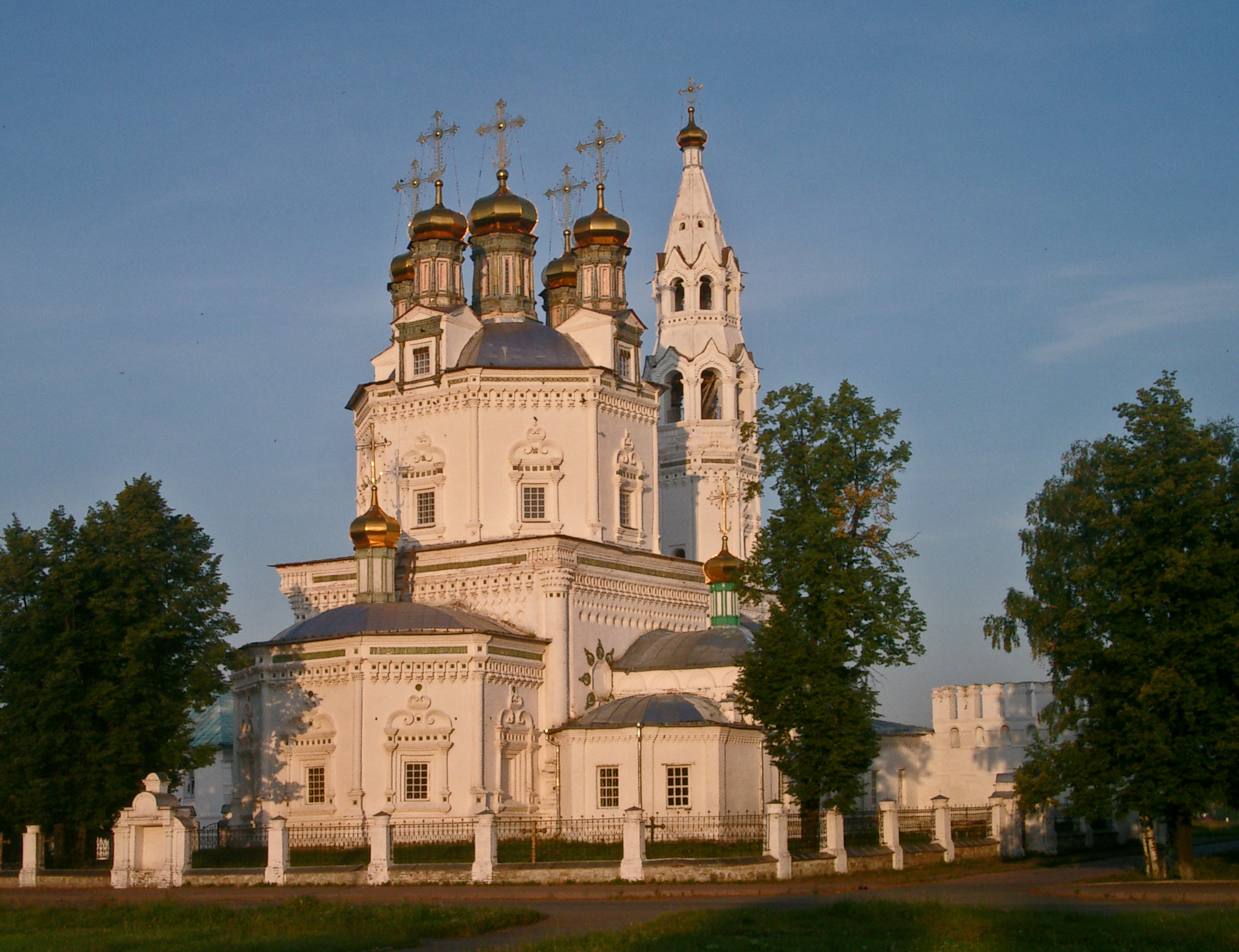
Троицкий собор
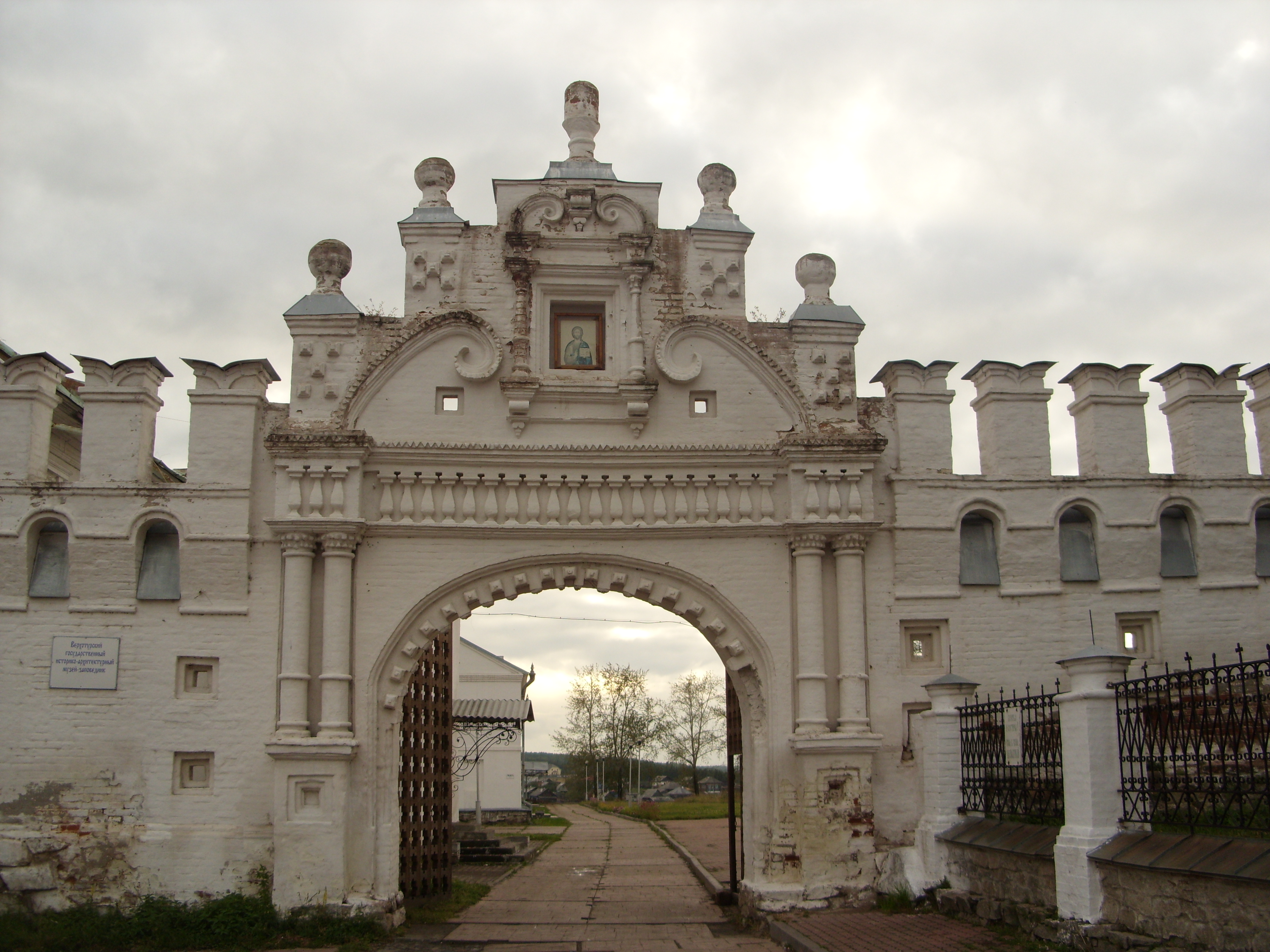
Северные ворота
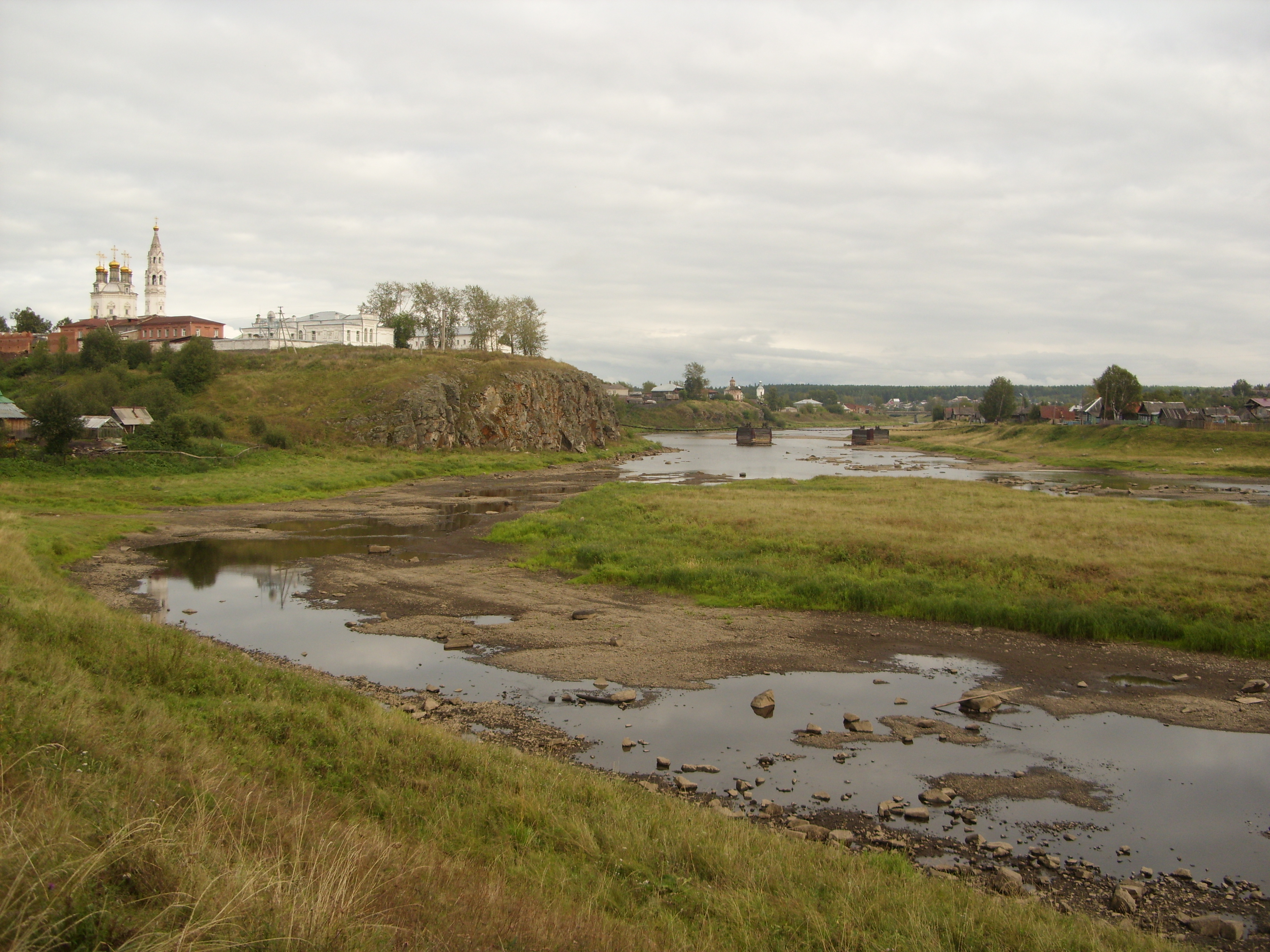
Вид на Туру и Троицкий камень
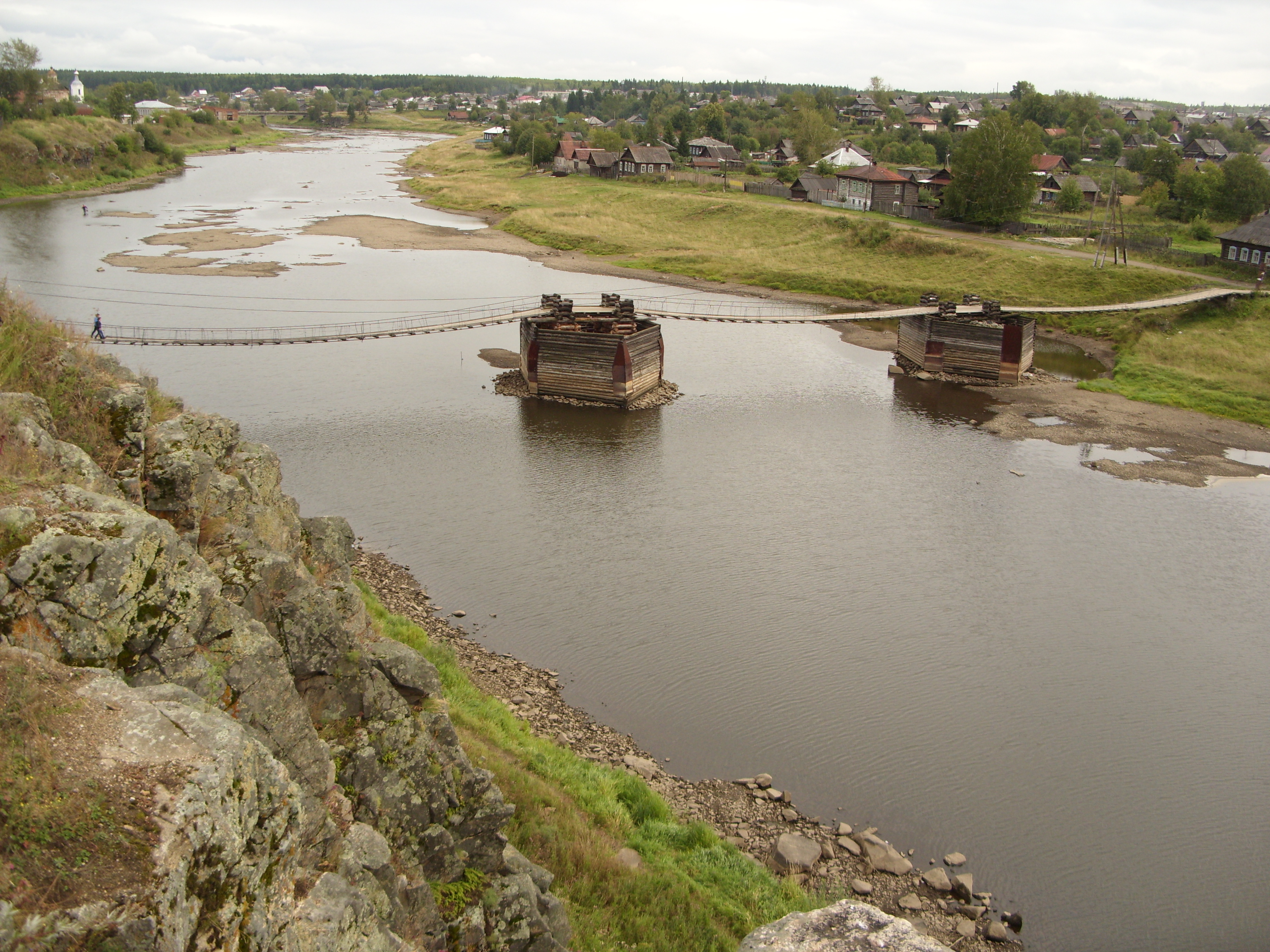
Вид с Троицкого камня вниз по Туре

### Приходские храмы

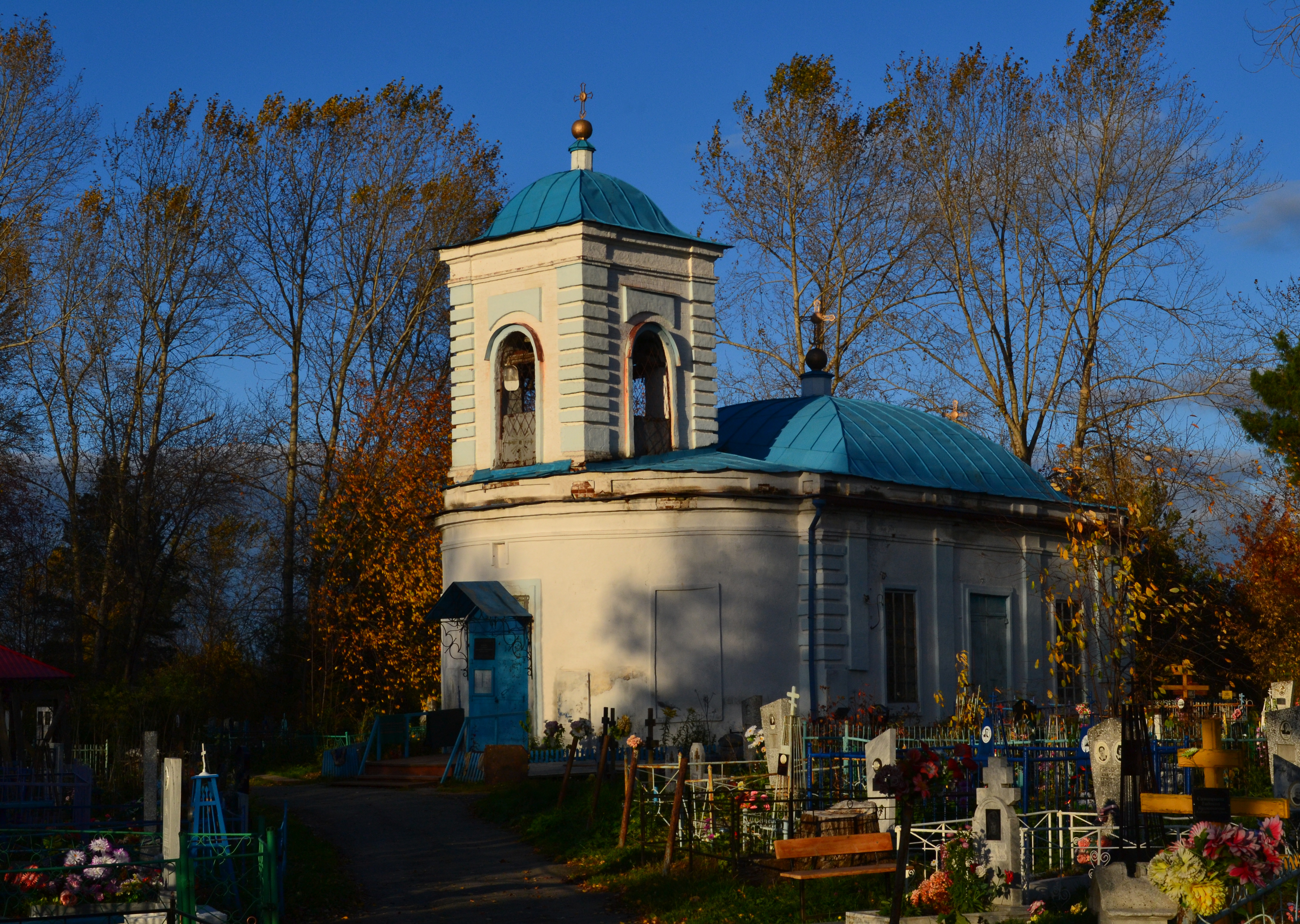
Церковь Успения Пресвятой Богородицы
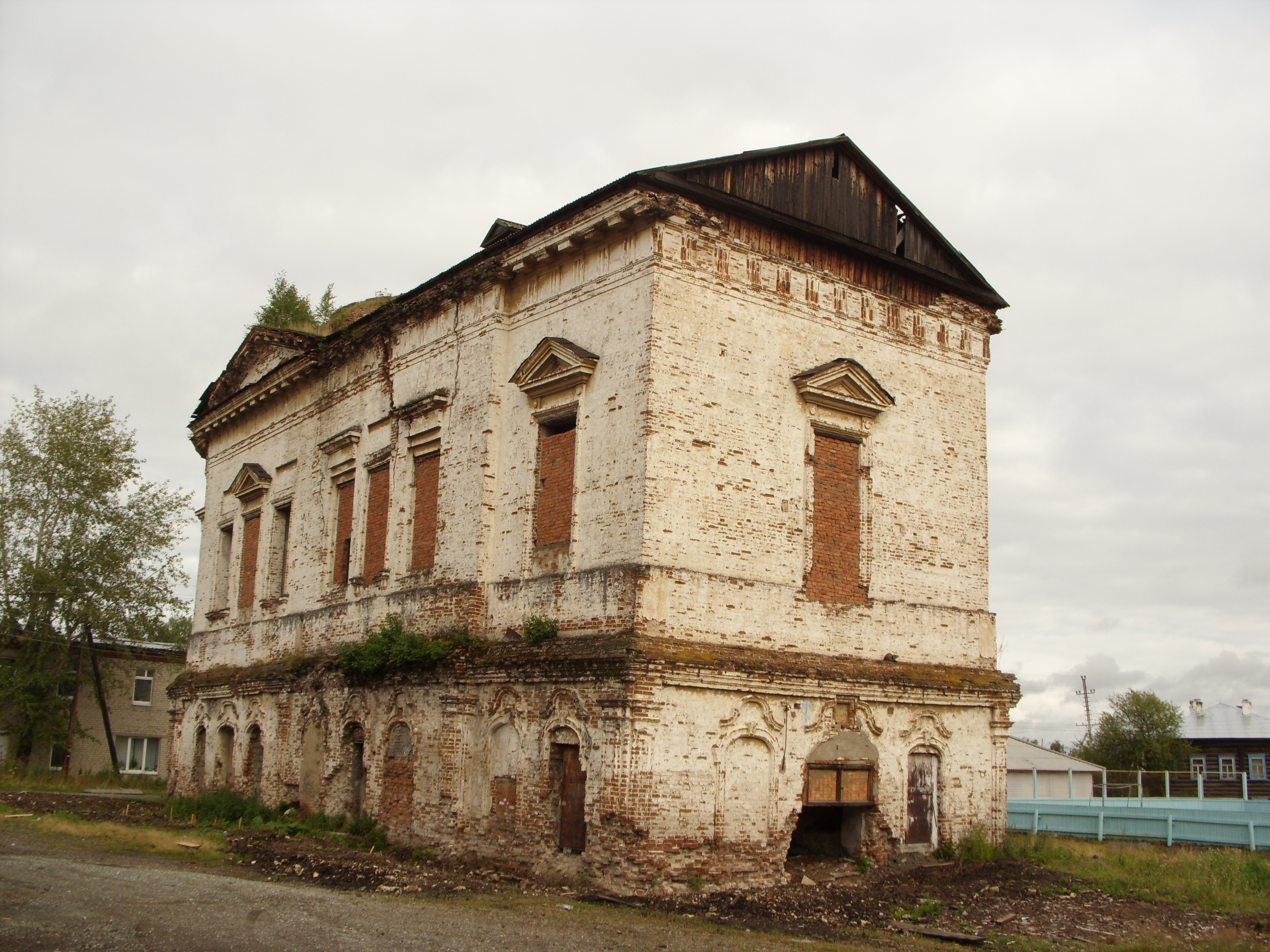
Церковь Воскресения Христова
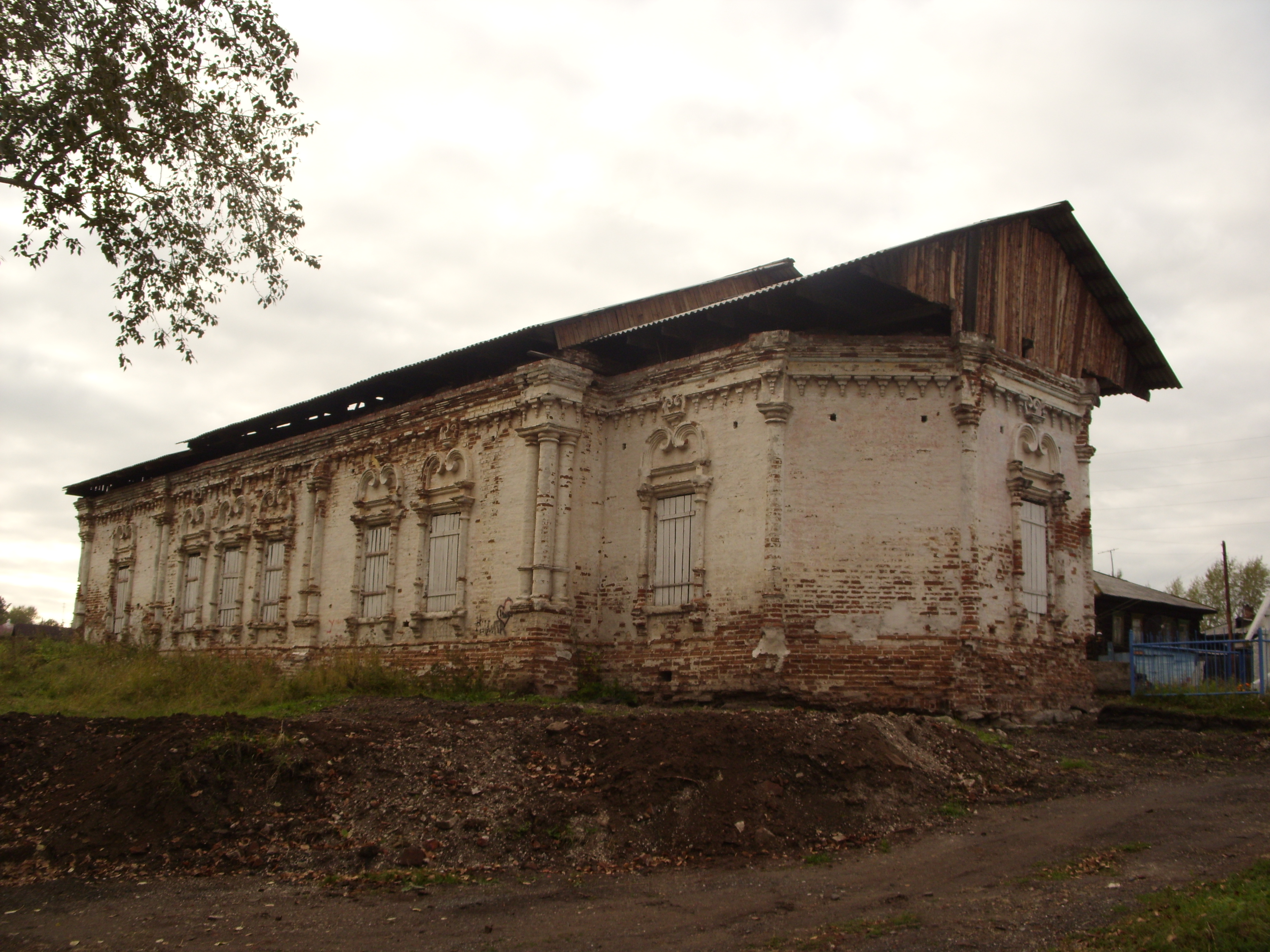
Церковь Знамения Божией Матери

В 50 километрах от Верхотурья, в селе Меркушино, подвизался святой праведный Симеон Верхотурский всея Сибири чудотворец — покровитель рыбаков. Мощи святого покоятся в Крестовоздвиженском соборе. С Верхотурьем связана также жизнь святых Космы и Арефы Верхотурских.
В городе находятся Верхотурский историко-архитектурный музей-заповедник, православный музей.
Представляет интерес и гражданская (каменная и деревянная) застройка города.
Существует устойчивая легенда (не подтверждаемая, впрочем, ни одним историческим документом), что в Верхотурье был построен первый велосипед с педалями и рулём крепостным кузнецом Ефимом Артамоновым. Согласно этой легенде, 15 сентября 1801 года тысячи людей, собравшихся на Ходынском поле в Москве, с изумлением наблюдали за удивительной двухколёсной тележкой. По легенде она была присоединена к царской коллекции редкостей. Макет этого велосипеда (на самом деле скопированный в конце XIX века с английских велосипедов того времени) хранится в краеведческом музее Нижнего Тагила.

### Памятники

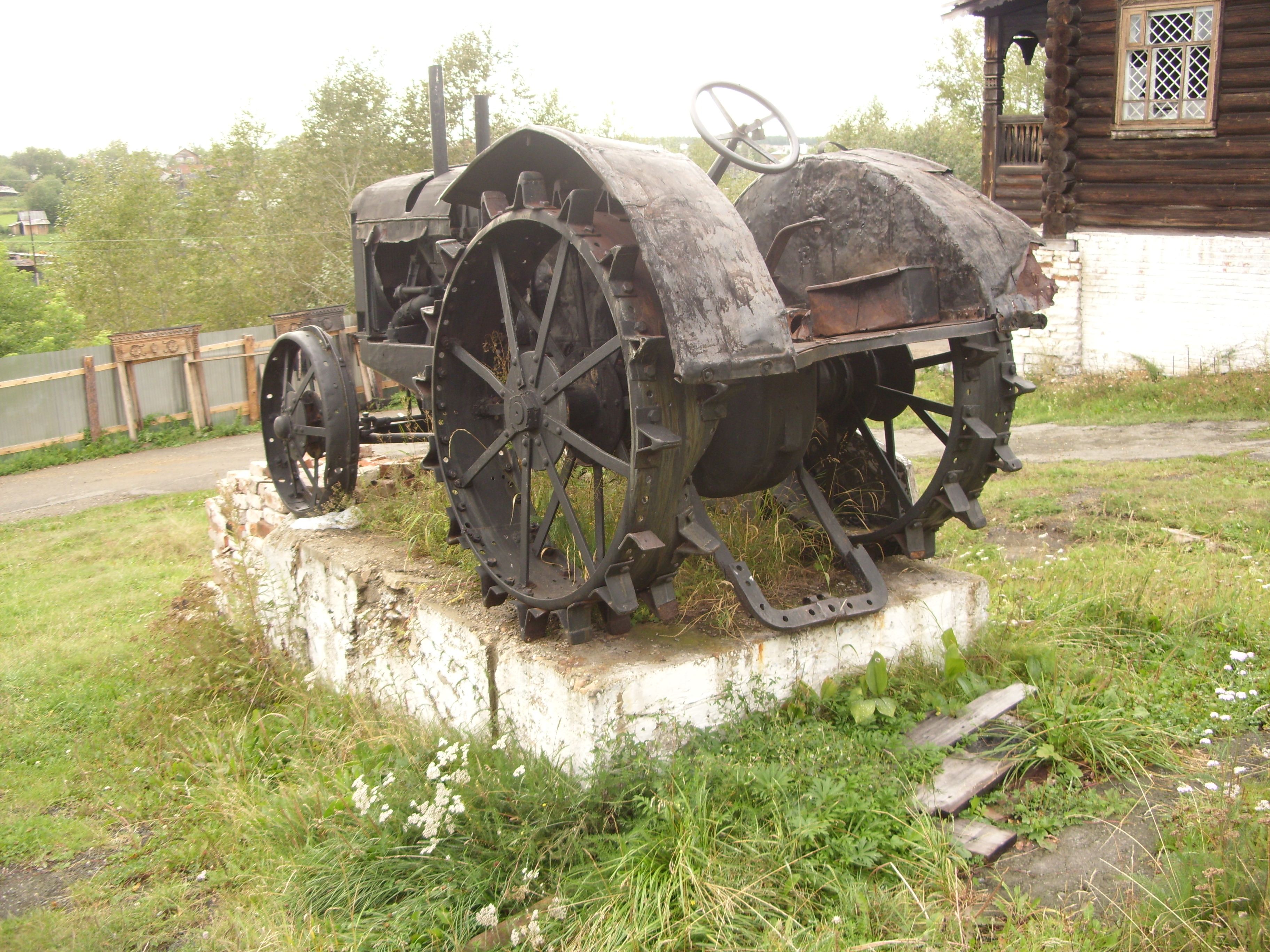
Трактор-памятник

## Исторические виды Верхотурья

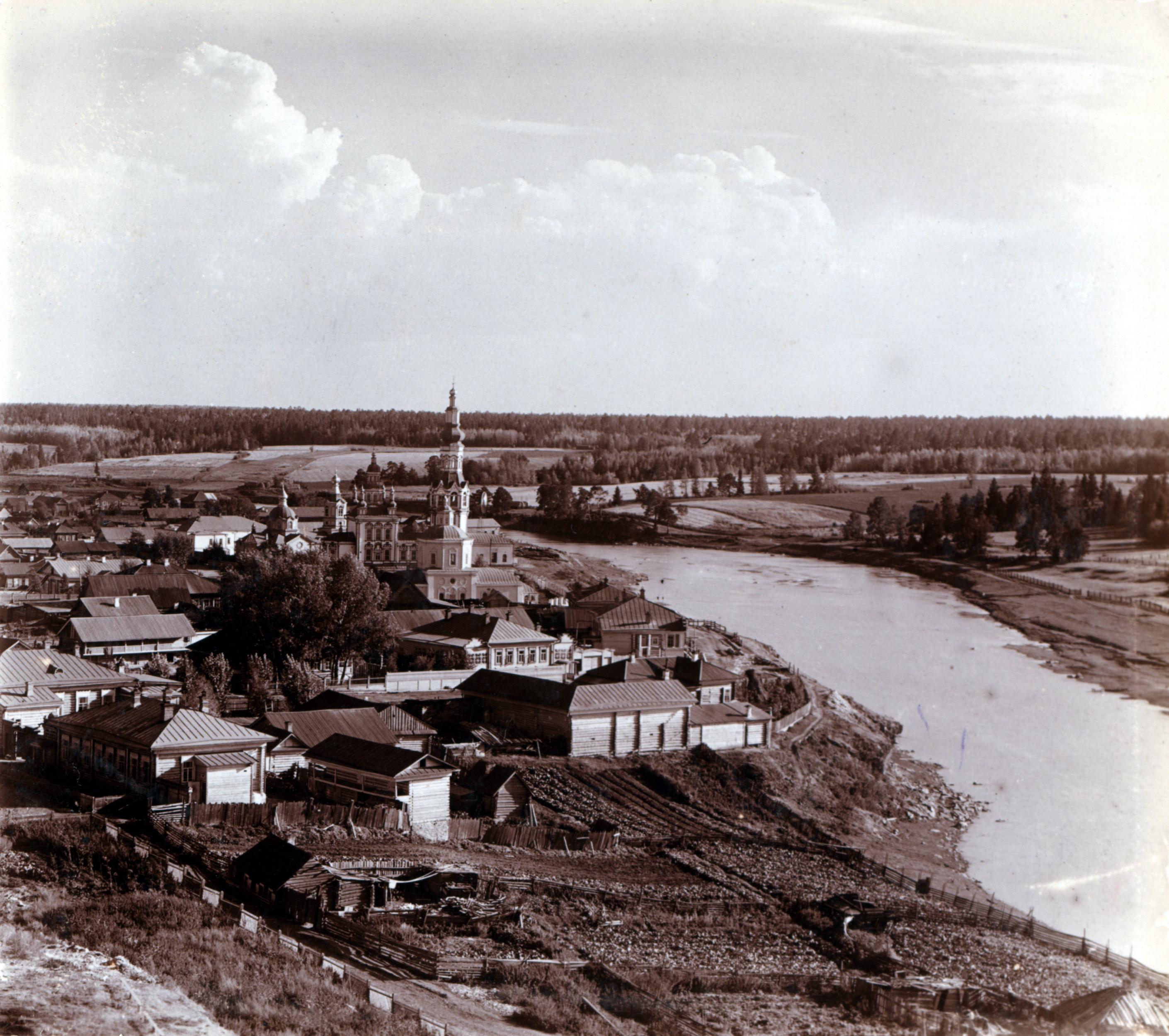
Вид на Покровский монастырь
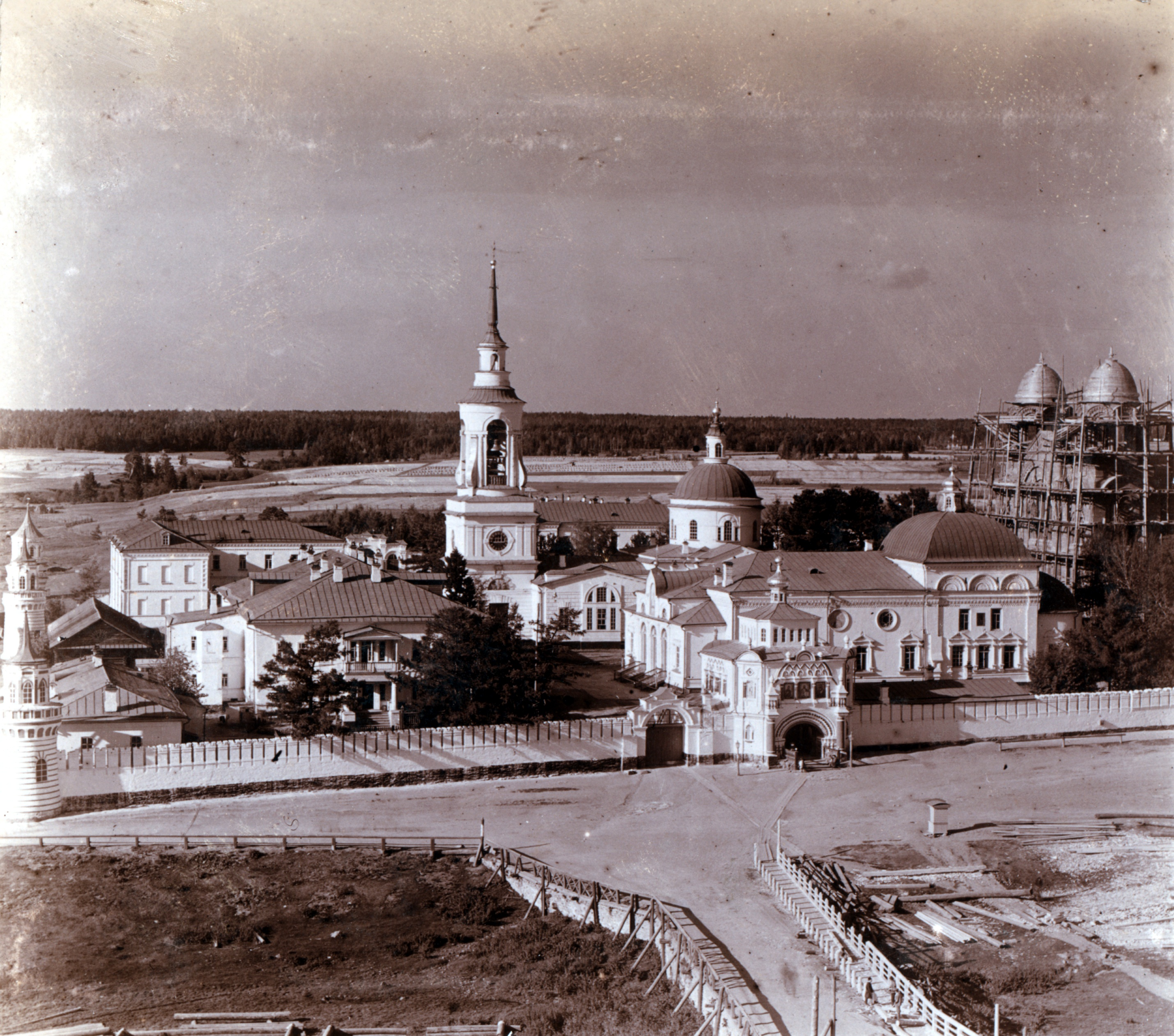
Вид на Николаевский монастырь
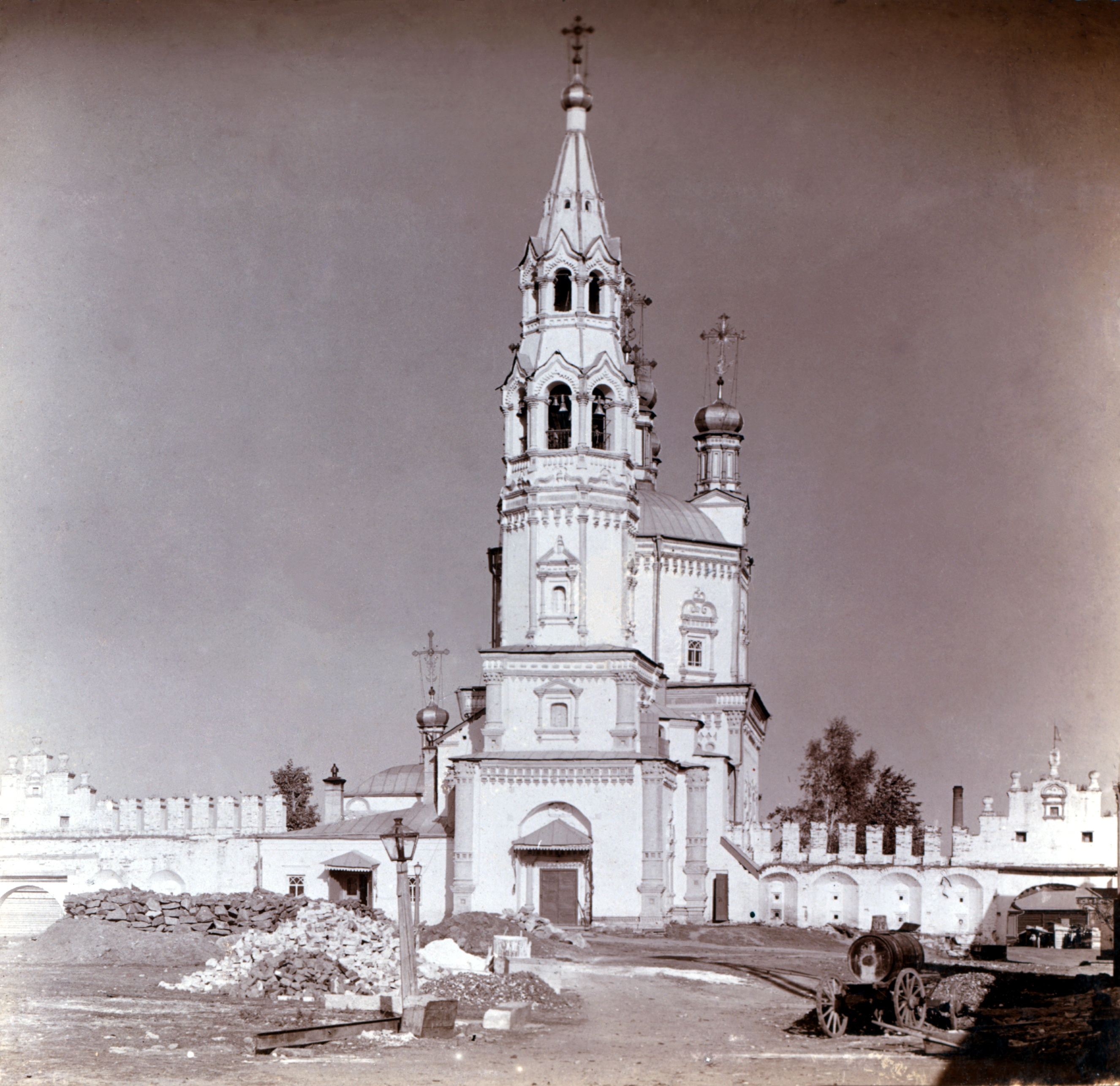
Свято-Троицкий собор
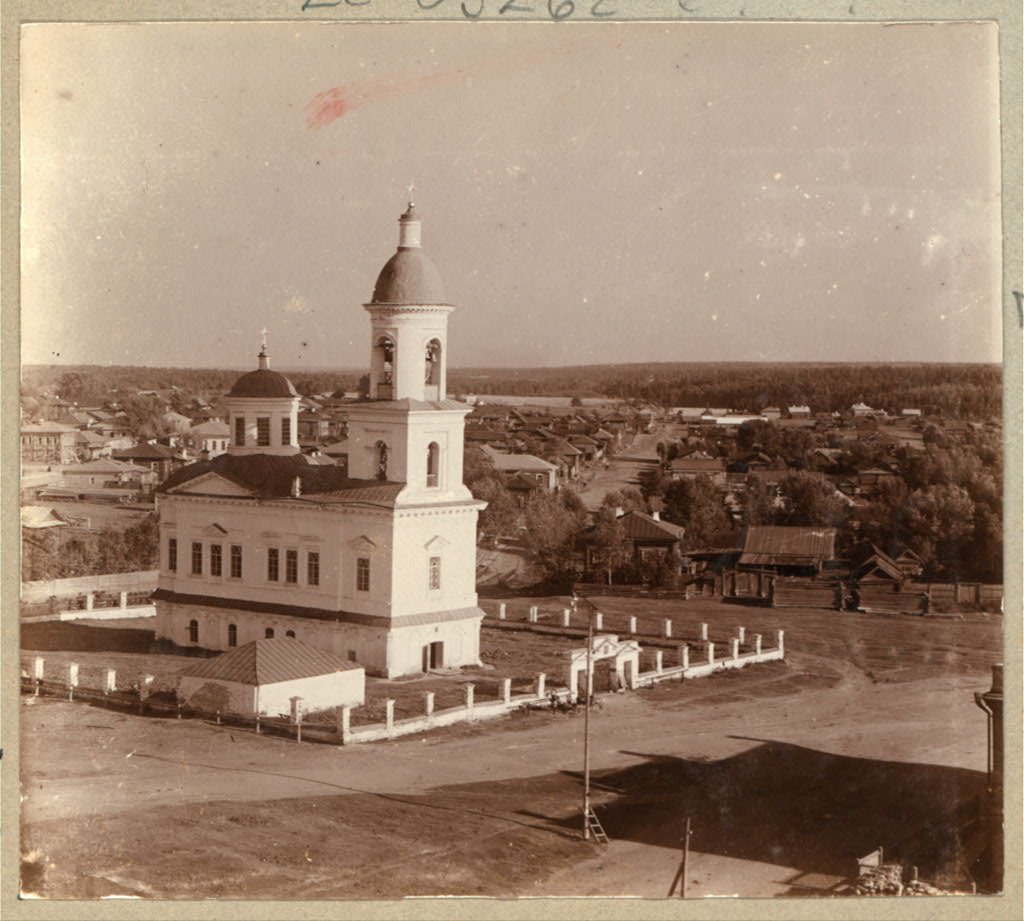
Церковь Воскресения Христова
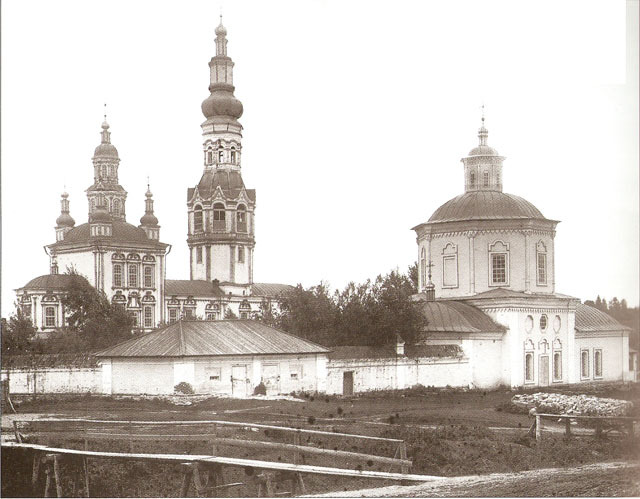
Покровский монастырь. Походяшинская (слева) и Покровская церкви
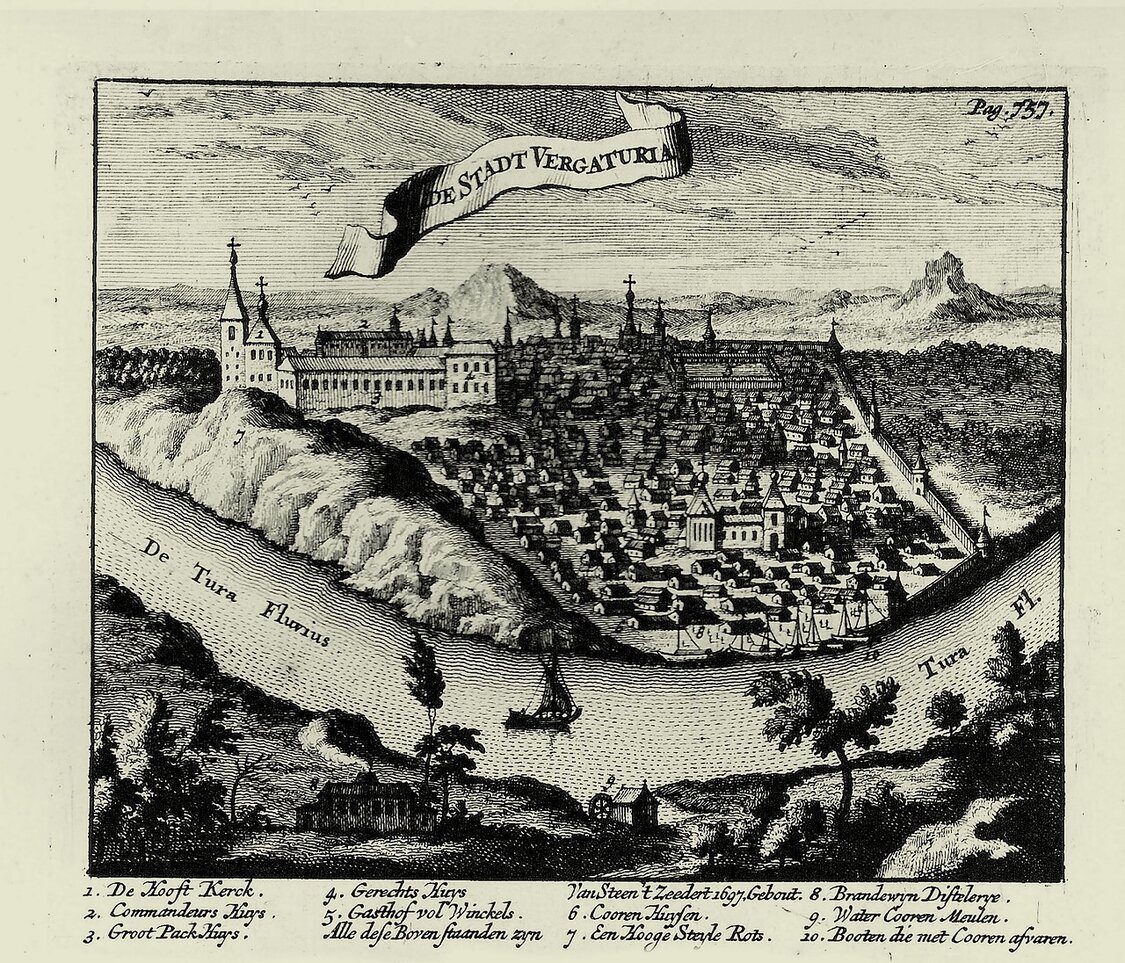
Верхотурье в конце XVII века. Гравюра

## Известные жители

### Воеводы
- И. Ф. Еропкин (1635—1639)
- В. Л. Корсаков (1639—1641)
- Н. Ф. Мещерский (1641—1644)
- М. Ф. Стрешнев (1644—1648)
- Р. Р. Всеволожский (1649—1652)

### Урождённые
- Соколов, Николай Дмитриевич (04.11.1896 — 27.06.1944) — российский и советский военный деятель, участник Гражданской, Советско-финляндской и Великой Отечественной войн. Командир 268-й стрелковой Мгинской Краснознамённой дивизии.
- Косарев, Николай Петрович (род. 22.05.1953) — российский учёный и педагог. Доктор технических наук, профессор. Ректор Уральского государственного горного университета в 2002―2017 г